# Museum Wiesbaden
Das Museum Wiesbaden in der hessischen Landeshauptstadt Wiesbaden ist neben den Häusern in Kassel und Darmstadt sowie dem Archäologischen Landesmuseum Hessen mit den Standorten Keltenwelt am Glauberg und Römerkastell Saalburg eines der fünf Hessischen Landesmuseen. Es ist ein Zweispartenhaus für Kunst und Natur.

## Geschichte

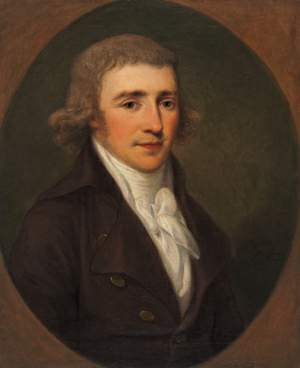
Porträt des Johann Isaak von Gerning, Ölgemälde von Angelika Kauffmann, 1798

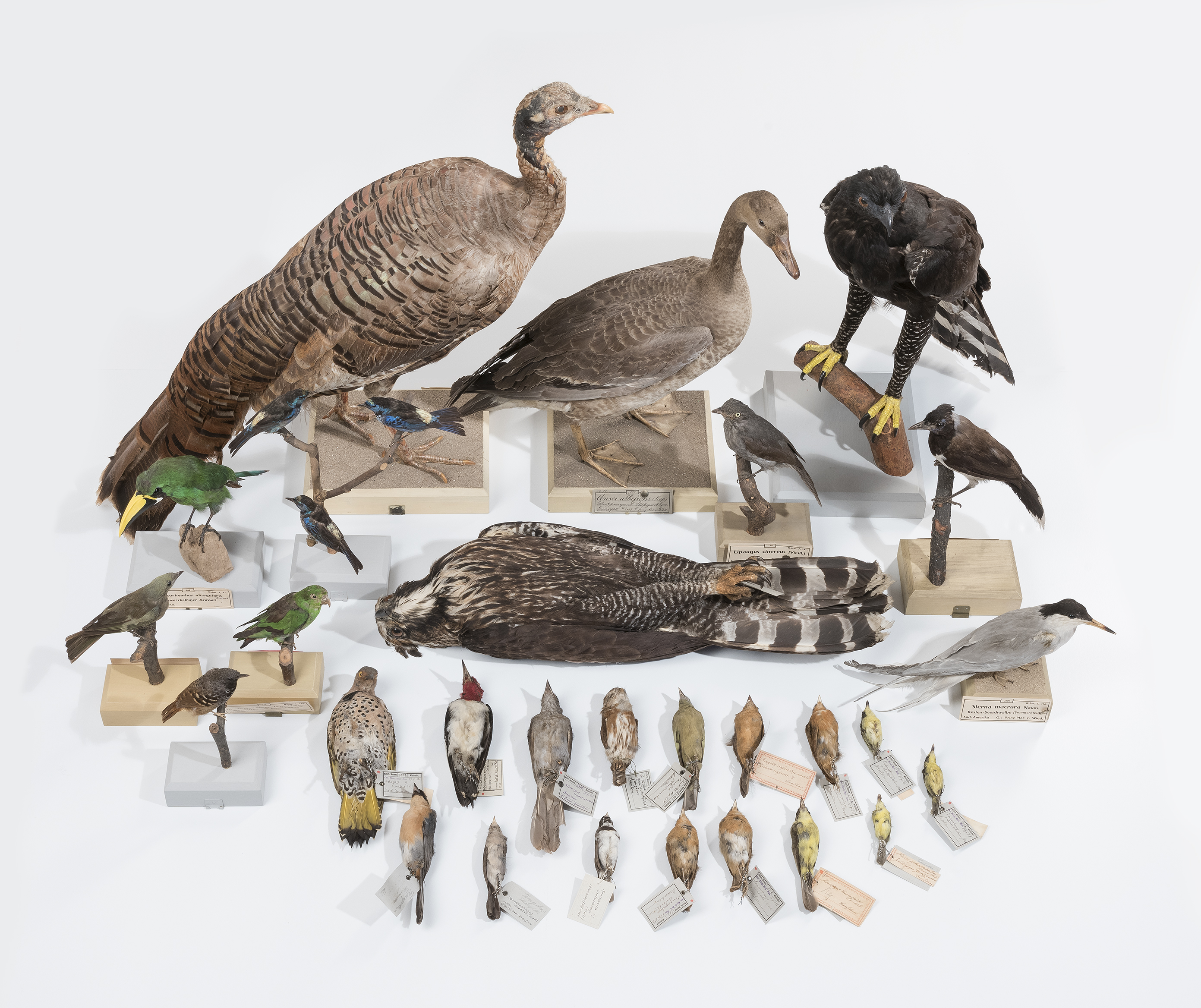
Vogelpräparate im Museum Wiesbaden, von Maximilian zu Wied-Neuwied.

Die Gründung der ursprünglich drei Museen geht auf die Bürger der Stadt und den 1814/1815 in Wiesbaden zur Kur weilenden Johann Wolfgang von Goethe zurück, der sehr auf die Gründung einer solchen Kultureinrichtung hingewirkt hatte. Er veranlasste 1825 den Frankfurter Privatsammler Johann Isaac Freiherr von Gerning, seine umfangreichen Sammlungen von Kunstwerken, Altertümern und Naturalien dem Herzogtum Nassau gegen Zahlung einer Leibrente zur Verfügung zu stellen. In Verantwortung der neu gegründeten Vereine, aber durch die herzögliche Regierung kontrolliert, konnten die Bürger Wiesbadens und der Region diese Sammlungen schnell erweitern.
Zusammen mit den Stücken des seit 1812 bestehenden Vereins für Nassauische Altertumskunde und Geschichtsforschung kristallisierten sich drei ursprünglich selbständige Museen heraus. Träger dieser Museen waren neben dem Verein für Nassauische Altertumskunde und Geschichtsforschung der Nassauische Verein für Naturkunde und der Nassauische Kunstverein.
Durch den Tod des Herzogs Friedrich Wilhelm (Nassau-Weilburg) im Jahr 1816 stand das für seinen Sohn gebaute Erbprinzenpalais an der Wilhelmstraße nun für andere Zwecke zur Verfügung. Im Gegensatz zu anderen Städten konnten schon zu einem sehr frühen Zeitpunkt Räume für die auch von der Bürgerschaft zusammengetragenen Kulturgüter gefunden werden. Die drei Museen und die Landesbibliothek konnten so ab 1821 in das Palais einziehen, das heute Sitz der Industrie- und Handelskammer ist.
Durch rege Sammeltätigkeit und Neuerwerbungen wurde das Gebäude schon Mitte des 19. Jahrhunderts zu klein. Der Ruf nach einem Neubau wurde immer lauter.
Nachdem die drei Museen 1866 unter preußische Kontrolle gerieten, übernahm 1899 die Stadt Wiesbaden diese Einrichtungen. Die allgemeine Zustimmung fand dieser Wechsel auch deshalb, weil Wiesbaden am Ende des 19. Jahrhunderts über ausreichende Mittel verfügte, Kultur zu fördern.
Nach Plänen des Architekten Theodor Fischer konnte 1913 der Grundstein für einen Neubau mit drei Flügeln an der Ecke Wilhelmstraße/Rheinstraße gelegt werden. Zuvor hatte dort die Bankiersvilla Mons gestanden, in der bis 1906 das Empfangsgebäude des Ludwigsbahnhofs untergebracht war. Die Innenarchitektur der drei Häuser wurde maßgeblich von den drei Direktoren und den Kustoden beeinflusst, da doch unterschiedliche Bedürfnisse bestanden.
Als Erstes wurde am 1. Oktober 1915 die Gemäldegalerie eröffnet. Im selben Jahr konnte die Naturwissenschaftliche Sammlung zwar ebenfalls in den Neubau einziehen, aber erst nach Ende des Ersten Weltkriegs kam es am 15. Juli 1920 zur Wiedereröffnung des Naturwissenschaftlichen Museums und des Museums Nassauischer Altertümer.
Die Hälfte der Gemäldegalerie sollte für wechselnde Ausstellungen dienen, die in den 1920er und frühen 1930er Jahren vom Nassauischen Kunstverein durchgeführt wurden. In dieser Zeit trugen auch Wiesbadener Bürger zu wichtigen Ergänzungen der Sammlungen bei. Die Naturwissenschaftlichen Sammlungen zeigten insbesondere systematische Ausstellungen zu Themen der Geologie, Paläontologie und Biologie. Erstmals wurden auch ökologische Aspekte präsentiert.
Im Zweiten Weltkrieg wurde der Bau zum Teil für militärische Zwecke genutzt. Mit wenigen Ausnahmen haben die Sammlungen den Krieg unbeschadet überstanden. Allerdings waren die Ausstellungen demontiert und die meisten Vitrinen beschädigt. Nur langsam konnten die Räume nach Sanierung ihre eigentliche Aufgabe zurückgewinnen. Diese Verzögerung hatte einen weiteren Grund: Die Amerikaner, die nach 1945 in Wiesbaden Station bezogen, machten das Museum zu einem Central Collecting Point. Dabei wurden temporär eingelagerte Kunstschätze gezeigt wie etwa die Büste der Nofretete oder das damals Rembrandt zugeschriebene Gemälde Der Mann mit dem Goldhelm.
Nach deren Rückgabe wurde ab den 1950er Jahren mit sehr sparsamen Mitteln wieder eine Sammlung aufgebaut. Clemens Weiler, der damalige Direktor des Kunstmuseums, hatte maßgeblichen Anteil am Aufbau der Alexej-von-Jawlensky-Sammlung, der heute bedeutendsten Sammlung des Hauses. Das Naturwissenschaftliche Museum wurde maßgeblich durch Friedrich Heineck wieder aufgebaut, der während des Krieges seiner Ämter enthoben war. In den Ausstellungen sollten insbesondere die Biome präsentiert werden. Der Wiederaufbau gelang nicht vollständig, auch deshalb, weil weiterhin Räume fremd genutzt wurden (zum Beispiel durch eine amerikanische Bibliothek und ein städtisches Archiv).
1973 kamen die drei Museen in den Besitz des Landes Hessen. Seit dieser Zeit sind sie in einem Dreispartenhaus, dem Museum Wiesbaden, vereint. Der Nassauische Kunstverein, der bis dahin im Museum untergebracht war, wurde in unmittelbarer Nachbarschaft in die historische Villa an der Wilhelmstraße 15 verlegt. Von 1987 bis 2010 war Volker Rattemeyer Direktor des Museums. Unter seiner Führung wurde es im Jahr 2007 von der Internationalen Vereinigung der Kunstkritiker AICA zum „Museum des Jahres“ gewählt.
Von 2010 bis Sommer 2019 war Alexander Klar Direktor des Museums.
Von 1994 bis 1997 wurden durch die Kasseler Architekten Schultze und Schulze die Räume der Kunstsammlung, von 2003 bis 2006 die Dächer, der Eingangsbereich und der Vortragssaal grundlegend saniert und neue Ausstellungsräume der Kunstsammlung erschlossen. Von 2007 bis 2012 wurden Nord- und Südflügel saniert. Im Nordflügel wird seit 2013 die Naturhistorische Sammlung neu gezeigt. Die Sammlung Nassauischer Altertümer (SNA) wird nun im SAM – Stadtmuseum am Markt gezeigt. Im freigewordenen Südflügel werden die Alten Meister im Zusammenhang mit zeitgenössischer Kunst präsentiert: Der chronologische Ablauf wurde zugunsten von Räumen zu den Themen 'Religion', 'Porträt', 'Mythologie', 'Stillleben' und 'Landschaft' aufgegeben.

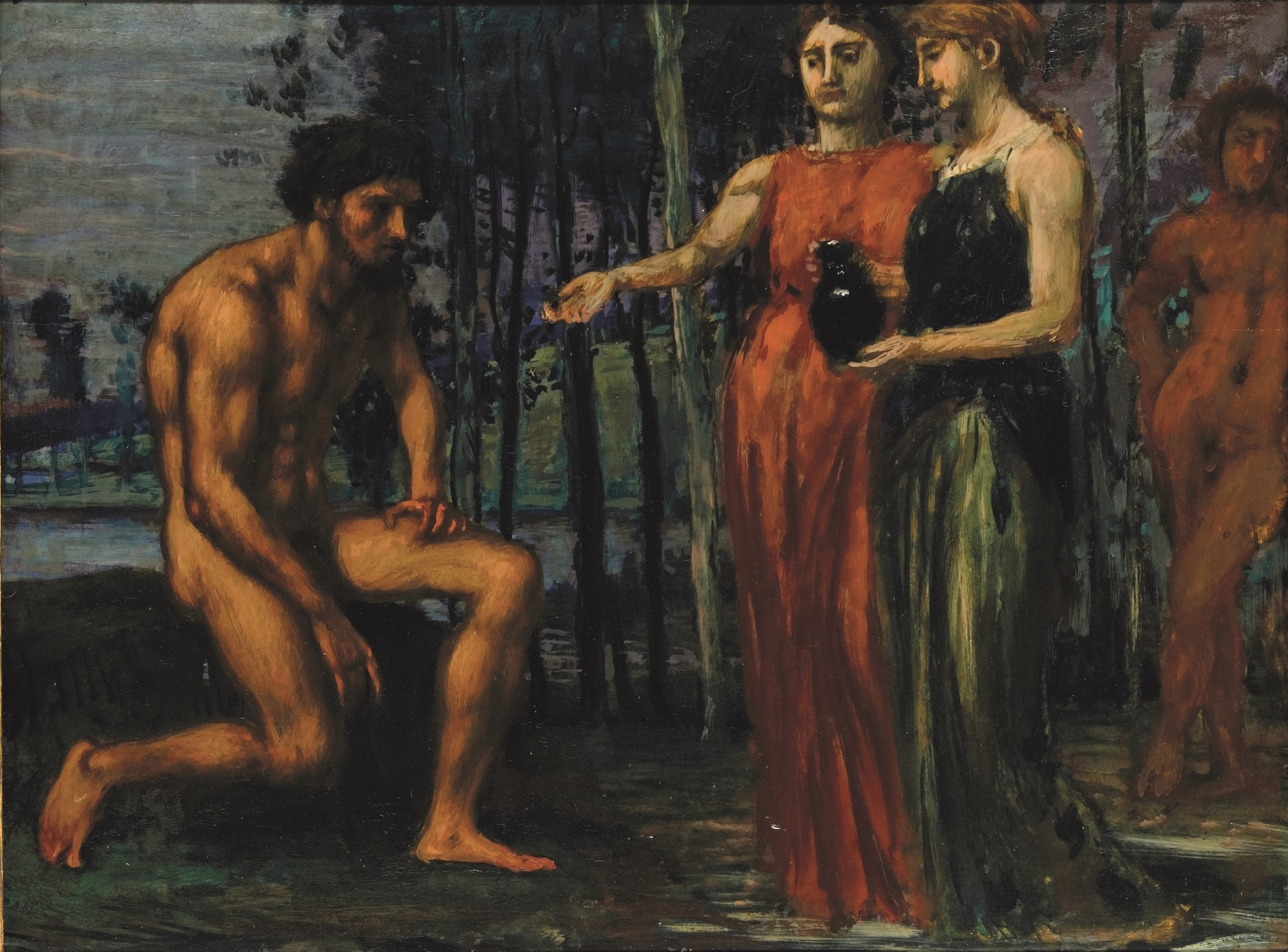
Wurde vom Museum im Jahr 2014 nach umfangreicher Provenienzforschung restituiert und anschließend in der großen Kampagne Wiesbaden schafft die Wende! zurückerworben: Hans von Marées: Die Labung, 1880

Seit 2015 ist das Museum Sitz der zentralen Stelle für Provenienzforschung des Landes Hessen, nachdem das Museum Wiesbaden sich zuvor mehrfach durch seine Rückgabepraxis und den anschließenden Wiedererwerb von Kunstwerken einen guten Ruf hinsichtlich der Aufarbeitung der eigenen Sammlungsgeschichte erworben hatte. Trotzdem gab es auch Kritik an der Entscheidung, die Stelle nicht an einer Universität anzusiedeln.
2017 erhielt das Museum mit der Sammlung Ferdinand Wolfgang Neess eine bedeutende Kollektion des Jugendstils und Symbolismus als Schenkung, die vom 29. Juni 2019 an dauerhaft im Südflügel des Hauses präsentiert wird.
Direktoren der Kunst
- 1929–1934: Eberhard Schenk zu Schweinsberg
- 1935–1945: Hermann Voss
- 1946–1972: Clemens Weiler
- 1972–1983: Ulrich Schmidt
- 1983–1987: Arnulf Herbst
- 1987–2010: Volker Rattemeyer
- 2010–2019: Alexander Klar[11]
- seit 1. März 2020: Andreas Henning[12]

## Kunstsammlung

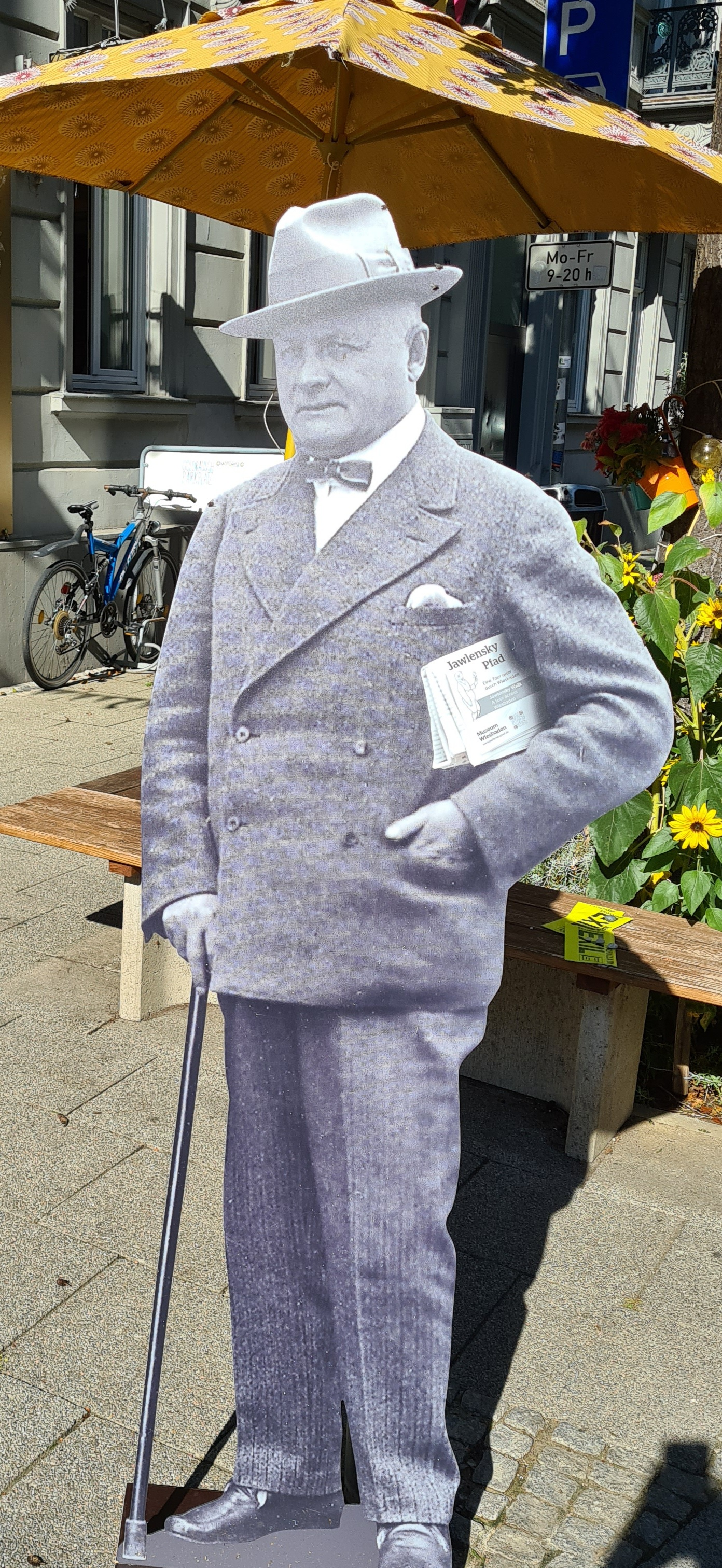
Alexej von Jawlensky, Aufsteller in Jawlenskystraße, Wiesbaden, 2021

Die Kunstsammlung geht auf die ehemalige Sammlung des Frankfurters Johann Isaak von Gerning zurück. Durch Ankäufe, Schenkungen und Leihgaben ist die Kunstsammlung eine der wichtigsten in Deutschland geworden, vor allem im Gebiet des 19. und 20. Jahrhunderts.
Das Museum Wiesbaden ist bemüht, NS-Raubkunst im eigenen Bestand zu identifizieren und gegebenenfalls den rechtmäßigen Erben zurückzugeben. Im Oktober 2014 startete das Museum deshalb eine spektakuläre Aktion „Wiesbaden schafft die Wende!“. Das 1935 durch die Nazi-Herrschaft geraubte Gemälde Die Labung von Hans von Marées gelangte 1980 in den Besitz des Museums. Es wurde im Rahmen dieser Aktion zwar weiterhin gezeigt, aber nun nur noch die Rückseite. Erst als Anfang November bereits durch Spenden genügend Geld für den nun rechtmäßigen Kauf gesammelt war, konnte das Gemälde wieder gewendet werden.

### Aktion „Entartete Kunst“ 1937
Die Nationalsozialisten requirierten 1937 in einer konzertierten Aktion aus öffentlichen Sammlungen in Deutschland Werke, die oder deren Urheber sie aus politischen oder rassistischen Gründen als „entartet“ betrachteten. Der größte Teil dieser Werke wurde vernichtet. Das Nassauische Landesmuseum, einer der Vorgänger des Museums Wiesbaden, gehörte zu den Museen mit den größten Verlusten. Nachgewiesen sind weit über 500 Arbeiten. Maßgeblich wirkte Hermann Voss mit. Betroffen waren Werke von Friedrich Ahlers-Hestermann, Josef Albers, Alexander Archipenko, Rudolf Bauer, Willi Baumeister, Max Beckmann, Umberto Boccioni, Max Buchartz, Carl Buchheister, Heinrich Campendonk, Carlo Carrà, Marc Chagall, Giorgio de Chirico, Hans Christiansen, Lovis Corinth, Walter Dexel, Walter Denecke, Otto Dix, Josef Eberz, Alois Erbach, Edmund Fabry, Lyonel Feininger, Conrad Felixmüller, Oskar Fischer, Werner Gilles, Otto Gleichmann, Natalja Gontscharowa, Werner Gothein, Rudolf Großmann, George Grosz, Jacoba van Heemskerck, Erich Heckel, Ludwig Hirschfeld-Mack, Bernhard Hoetger, Karl Hofer, Ernst Isselmann, Johannes Itten, Andreas Jawlensky, Alexej von Jawlensky, Mely Joseph (1886–1920), Wassily Kandinsky, Edmund Daniel Kinzinger, Ernst Ludwig Kirchner, Paul Klee, Oskar Kokoschka, Alfred Kubin, Michail Larionow, Wilhelm Lehmbruck, Rudolf Levy, Walter Albert Lindgens, El Lissitzky, August Macke, Franz Marc, Gerhard Marcks, Ewald Mataré, Carlo Mense, Robert Michel, H. Michelsheim (möglicherweise Michel Heim, 1899–1947), Oskar Moll, Johannes Molzahn, Georg Muche, Otto Mueller, Heinrich Nauen, Emil Nolde, Max Pechstein, Max Peiffer-Watenphul, Pablo Picasso, Enrico Prampolini, Otto Ritschl, Christian Rohlfs, Edwin Scharff, Franz Schaurte (* 1886), Oscar Schlemmer, Karl Schmidt-Rottluff, Lothar Schreyer, Georg Schrimpf, Max Schulze-Sölde, Kurt Schwitters, Paul Adolf Seehaus, Gino Severini, Fritz Stuckenberg, Arnold Topp, Joseph Vinecky (1882–1949), William Wauer, Gustav Heinrich Wolff, Wilhelm Thylmann (möglicherweise Wilhelm Thielmann) und ein nicht identifizierter Künstler A. K.

### Skulpturen-Sammlung
In der Kunstsammlung spielen die Skulpturen keine bedeutende Rolle. Allerdings sind einige interessante Arbeiten vertreten. Die französische Skulptur des ausgehenden 19. und beginnenden 20. Jahrhunderts wird mit einem Werk eines ihrer Hauptvertreter präsentiert, Aristide Maillols Badende. Die deutschen Bildhauer der ersten Hälfte des 20. Jahrhunderts sind vertreten durch Max Klinger (Bildnisbüste Friedrich Nietzsche, um 1910), Franz von Stuck, Georg Kolbe, Wilhelm Lehmbruck, Gerhard Marcks, Emy Roeder und Ernst Barlach (Der Tod, 1925).

### Grafische Sammlung
Im Vergleich zur Gemäldesammlung ist die grafische Sammlung weniger bedeutend. Arbeiten vor 1800 sind nur spärlich vorhanden. Im 19. Jahrhundert hingegen gibt es einige Blätter, unter anderem von Ludwig Knaus, Arnold Böcklin, Hans von Marées und Max Slevogt. In der ersten Hälfte des 20. Jahrhunderts stechen die Expressionisten hervor, die, vor allem Alexej von Jawlensky (siehe Jawlensky-Sammlung), hervorragend mit Zeichnungen, Holzschnitten und Lithographien vertreten sind. Zu nennen sind Blätter von Brücke-Künstlern wie Ernst Ludwig Kirchner, Erich Heckel oder Karl Schmidt-Rottluff und Arbeiten der Künstler um die Redaktionsgemeinschaft Der Blaue Reiter. Hervorzuheben sind hier Arbeiten von Franz Marc, August Macke und vor allem Wassily Kandinskys Aquarell Allerheiligen (1910) aus der Sammlung Hanna Bekker vom Rath. Aber auch Arbeiten anderer Künstler dieser Zeit wie etwa Edvard Munch, Otto Dix, Oskar Kokoschka, Käthe Kollwitz oder Pablo Picasso sind zu finden. Die Grafiken der Konstruktivisten, zu nennen sind László Moholy-Nagy, das Künstlerehepaar Robert Michel und Ella Bergmann-Michel sowie Friedrich Vordemberge-Gildewart, bilden einen weiteren Schwerpunkt. Sehr umfangreich ist die grafische Sammlung der Kunst nach 1945, weshalb hier nur einige Namen genannt seien. Die informelle Grafik wird repräsentiert durch Arbeiten von Karl Otto Götz, Otto Greis und Bernard Schultze. Weitere Blätter der 1940er und 1950er Jahre stammen von Willi Baumeister, HAP Grieshaber und vor allem von der umfangreichen Ernst-Wilhelm-Nay-Sammlung. Minimalistische Tendenzen zeigen Arbeiten von Sol LeWitt. Die Kunst des Pop Art wird unter anderem durch Thomas Bayrle vertreten.

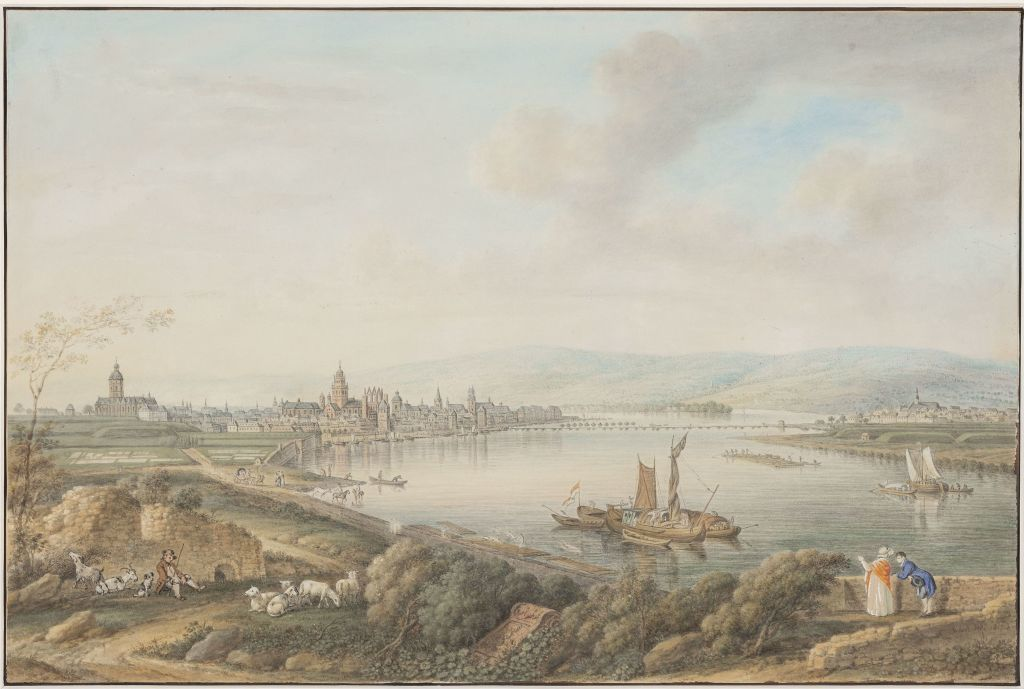
Johann Kaspar Schneider: Mainz von Süden, 1817

### Sammlung der Alten Meister
Im Vergleich zur Sammlung des 19. und 20. Jahrhunderts sind die „Alten Meister“ im Museum Wiesbaden eher rar vertreten. Der Schwerpunkt liegt auf den italienischen und niederländischen Künstlern ab dem 15. Jahrhundert. Die wichtigsten Italiener sind Prospero Fontana, Alberto Piazza da Lodi (Meister der Wiesbadener Heimsuchung), Domenico Tintoretto, Marietta Robusti, Sebastiano del Piombo, Luca Giordano, Francesco Solimena und Sebastiano Ricci.
Die niederländische Malerei wird durch Künstler wie Joos van Cleve (Christuskind mit Weintraube), Albrecht Bouts, Otto van Veen, Joos de Momper, Frans Floris, Roelant Savery, Gerard van Honthorst, Willem van de Velde der Ältere, Willem van de Velde der Jüngere, Jan Lievens, Frans Snyders (Stillleben) und Nicolaes Berchem repräsentiert.
Die deutsche Kunst der Spätgotik und Renaissance ist durch den Meister des Heisterbacher Altars, Meister der hl. Sippe, Lucas Cranach der Ältere, Bartholomäus Bruyn der Ältere und Hans Muelich vertreten. Die deutsche Kunst des Barocks und des Klassizismus durch Johann Conrad Seekatz, Januarius Zick, Nicolas Treu, Johann Georg Platzer und Angelika Kauffmann (Bildnis Johann Isaak von Gerning, 1798). Die englische Malerei ist durch Joshua Reynolds vertreten.

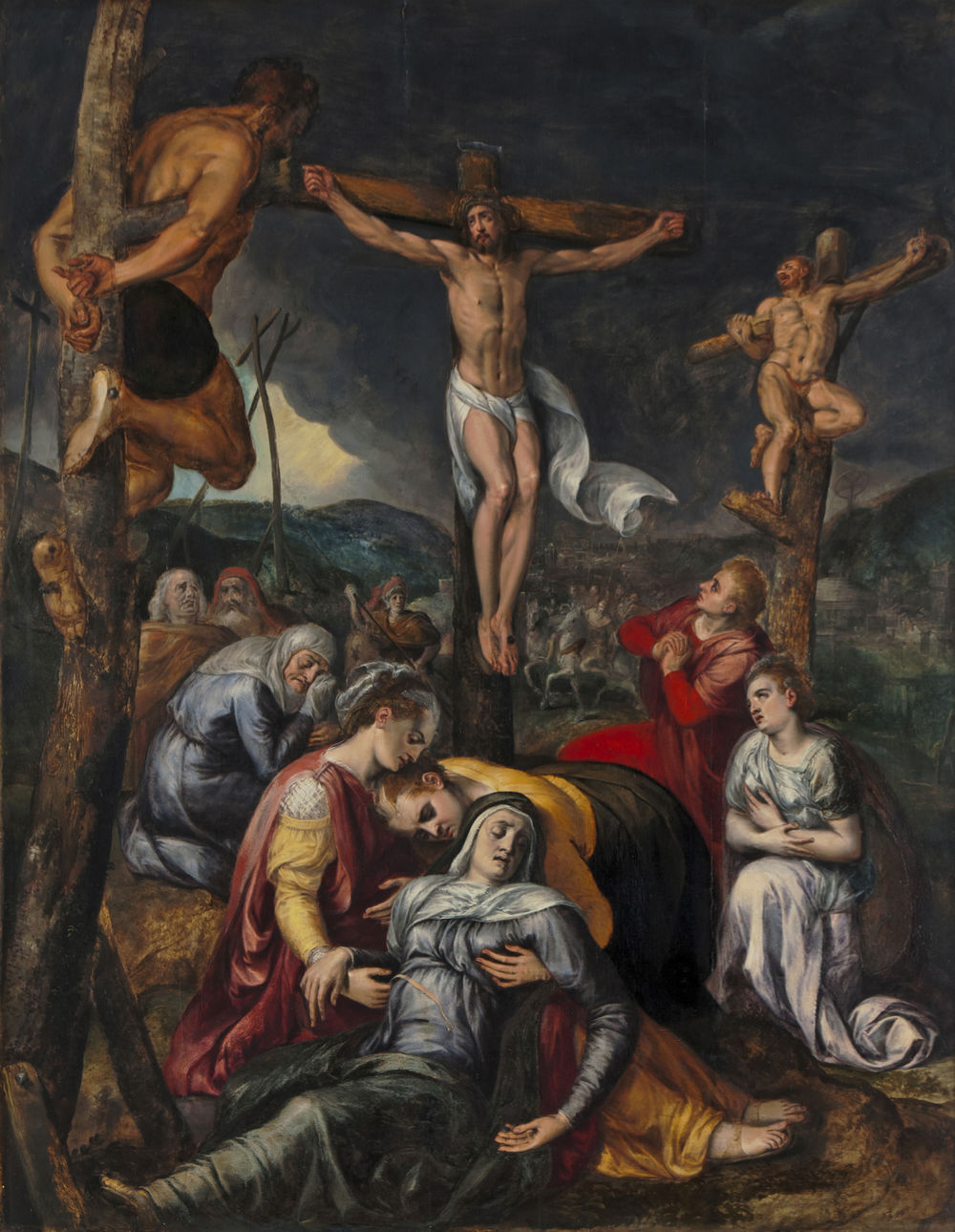
Frans Floris: Kreuzigung Christi, um 1560
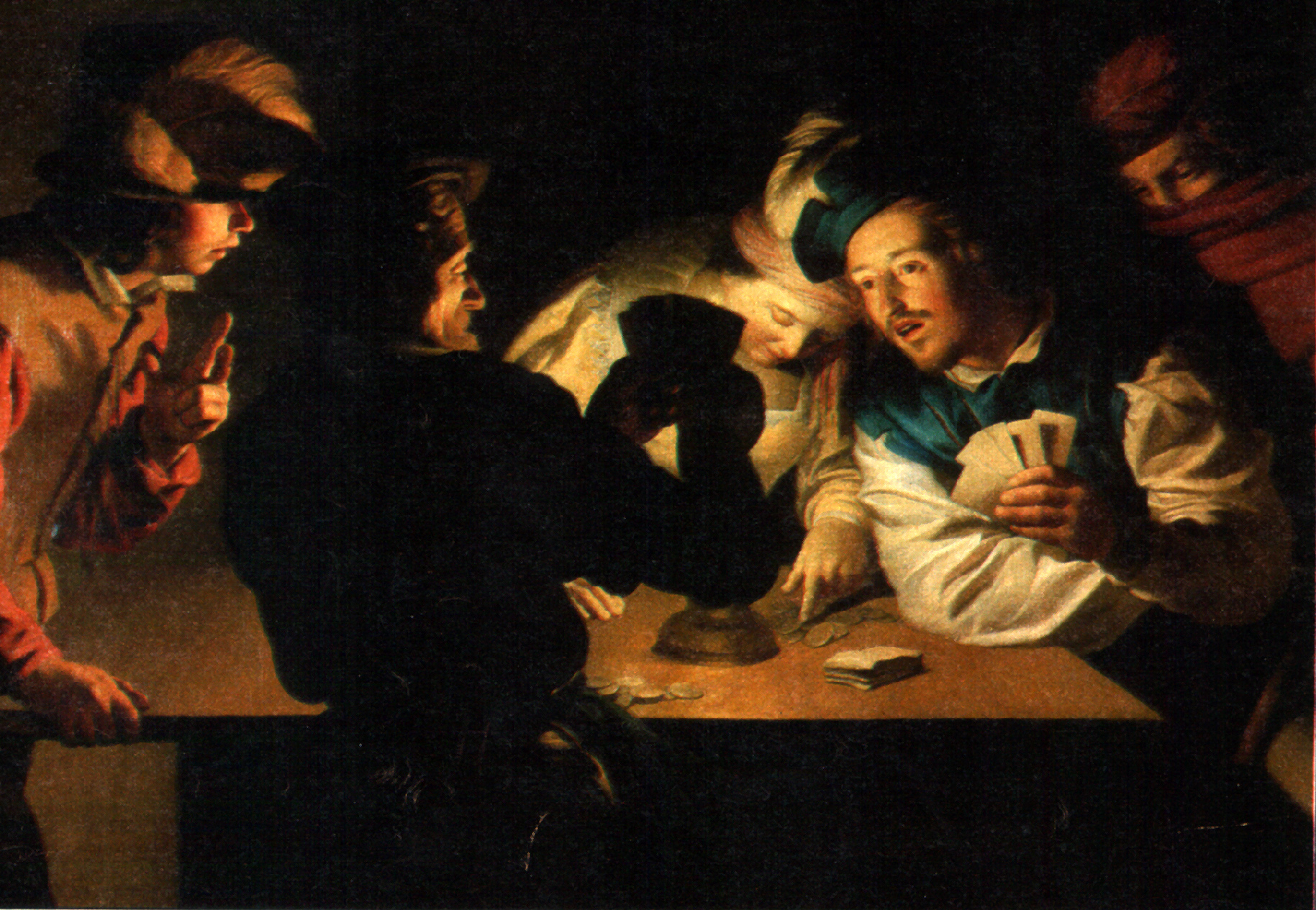
Gerrit van Honthorst: Die Falschspieler
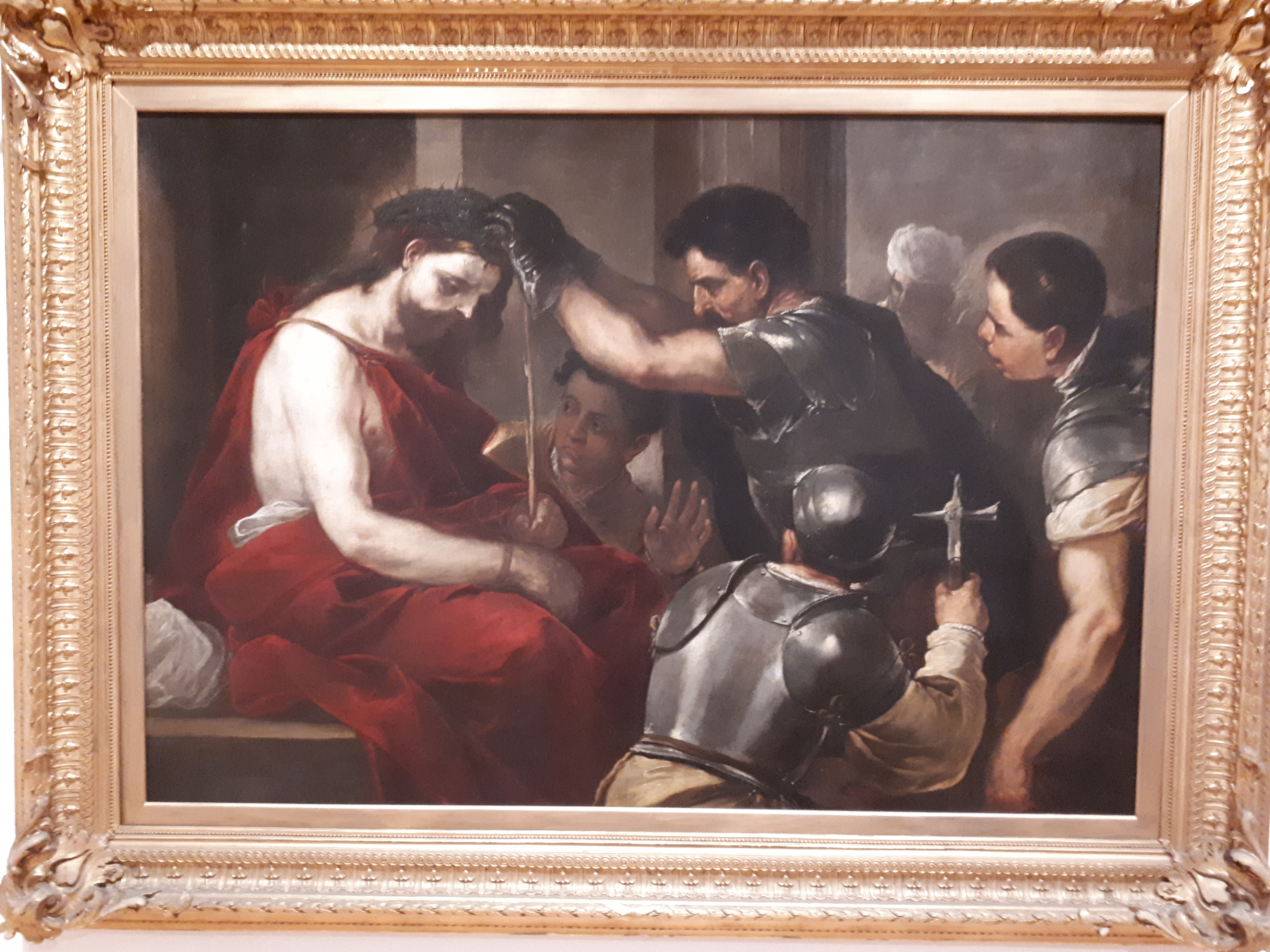
Luca Giordano: Verspottung Christi
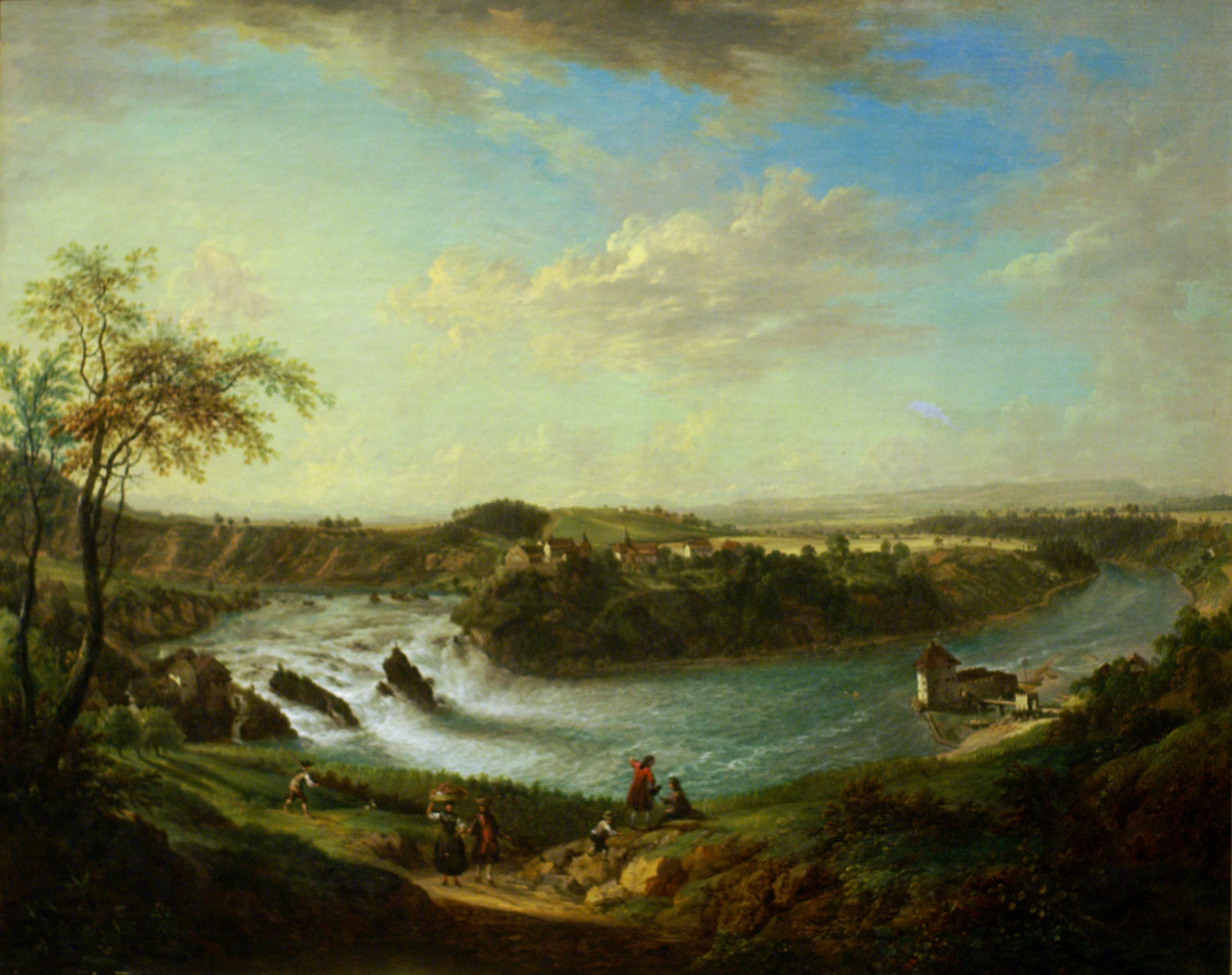
Christian Georg Schütz: Der Rheinfall bei Schaffhausen, 1761

### Sammlung des 19. Jahrhunderts
Das 19. Jahrhundert ist in der Sammlung hervorragend vertreten. Zwar fehlen die ganz großen Namen sowie der französische Impressionismus, doch ein breiter Überblick für diese Epoche ist gewährleistet. Einsetzend mit Künstlern wie Wilhelm von Kobell und Carl Morgenstern sowie Georg Waldmueller ist vor allem die deutsche Genremalerei gut vertreten. Der Wiesbadener Ludwig Knaus, der zu seiner Zeit gleichbedeutsam mit Adolph von Menzel war, ist hier so gut wie in keinem anderen Museum vertreten. Sein Spaziergang im Tuileriengarten (um 1855) ist ein früher Ansatz zum Impressionismus, von dem er sich aber später wieder entfernte. Die Düsseldorfer Malerschule ist durch mehrere Arbeiten der Brüder Andreas Achenbach und Oswald Achenbach vertreten. Die Deutschrömer – deutsche Künstler, die in Rom lebten und arbeiteten – sind durch Anselm Feuerbach (Gemälde Nanna, 1861), Arnold Böcklin und Hans von Marées repräsentiert. Auch Karl Friedrich Lessing und Johann Wilhelm Schirmer sind vertreten. Carl Spitzweg (Gemälde Der Schmetterlingfänger) (um 1840), Wilhelm von Kaulbach, Franz von Lenbach und Franz von Stuck bilden den zeitgleichen Gegenpol als Vertreter der Münchener Schule. Der Münchner Leibl-Kreis ist umfangreich vertreten, vor allem durch Wilhelm Trübner, aber auch Hans Thoma, Carl Schuch und Otto Scholderer sind mit Gemälden in der Sammlung vertreten. Der französische Realismus wird mit Arbeiten von Gustave Courbet und Jean-François Millet sowie Charles-François Daubigny präsentiert, der russische Realismus durch ein Werk des Jawlensky Lehrers Ilja Repin aus der Sammlung Ernst Alfred Aye. Die Sammlung dieses Jahrhunderts schließt ab mit den Werken der Hauptvertreter des deutschen Impressionismus, Max Liebermann und vor allem Lovis Corinth, von dem das Museum fünf Gemälde besitzt (Bildnis Frau Halbe, 1898) sowie Oskar Moll (Havelkähne, 1907) und Christian Rohlfs.

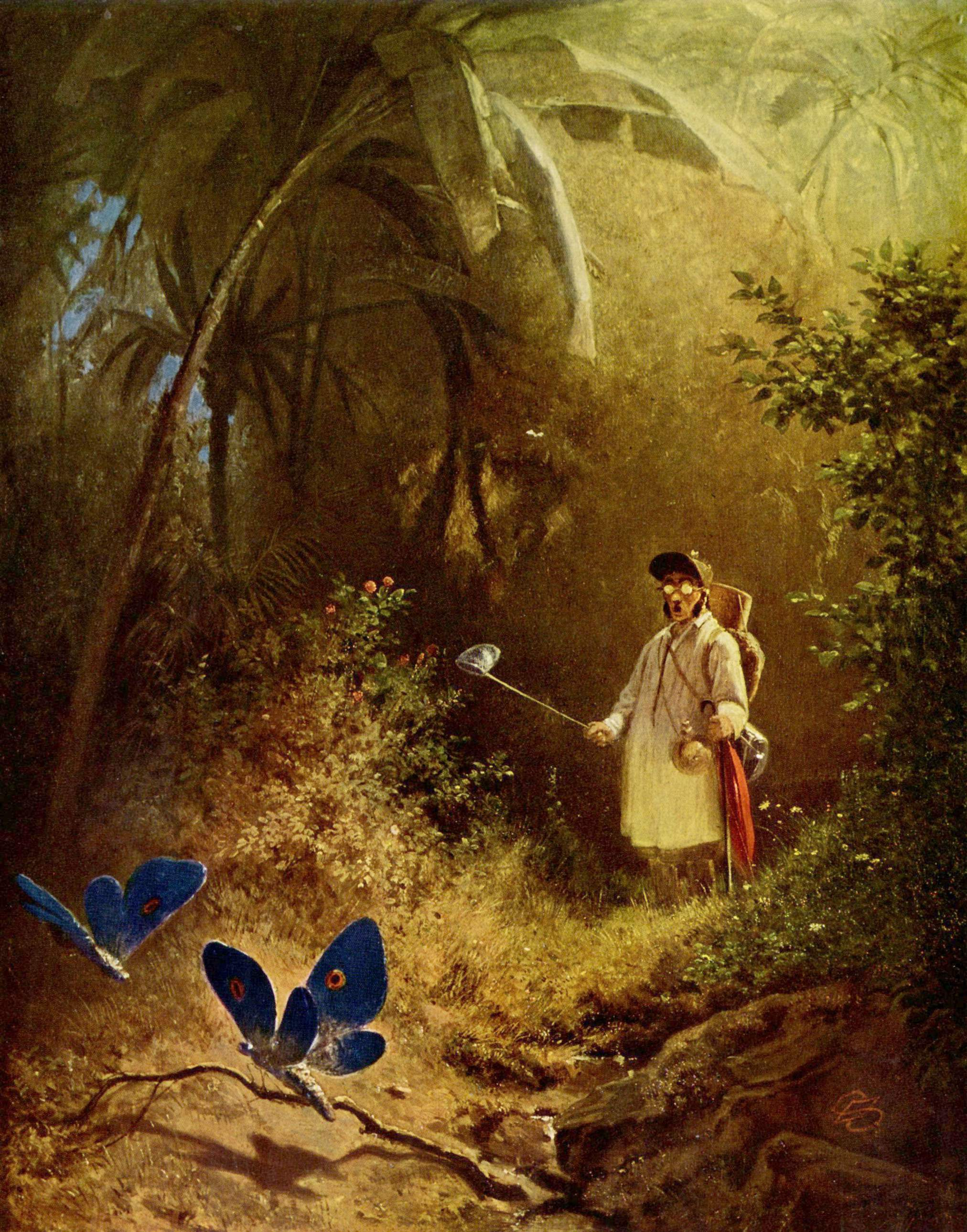
Carl Spitzweg: Der Schmetterlingfänger, um 1840
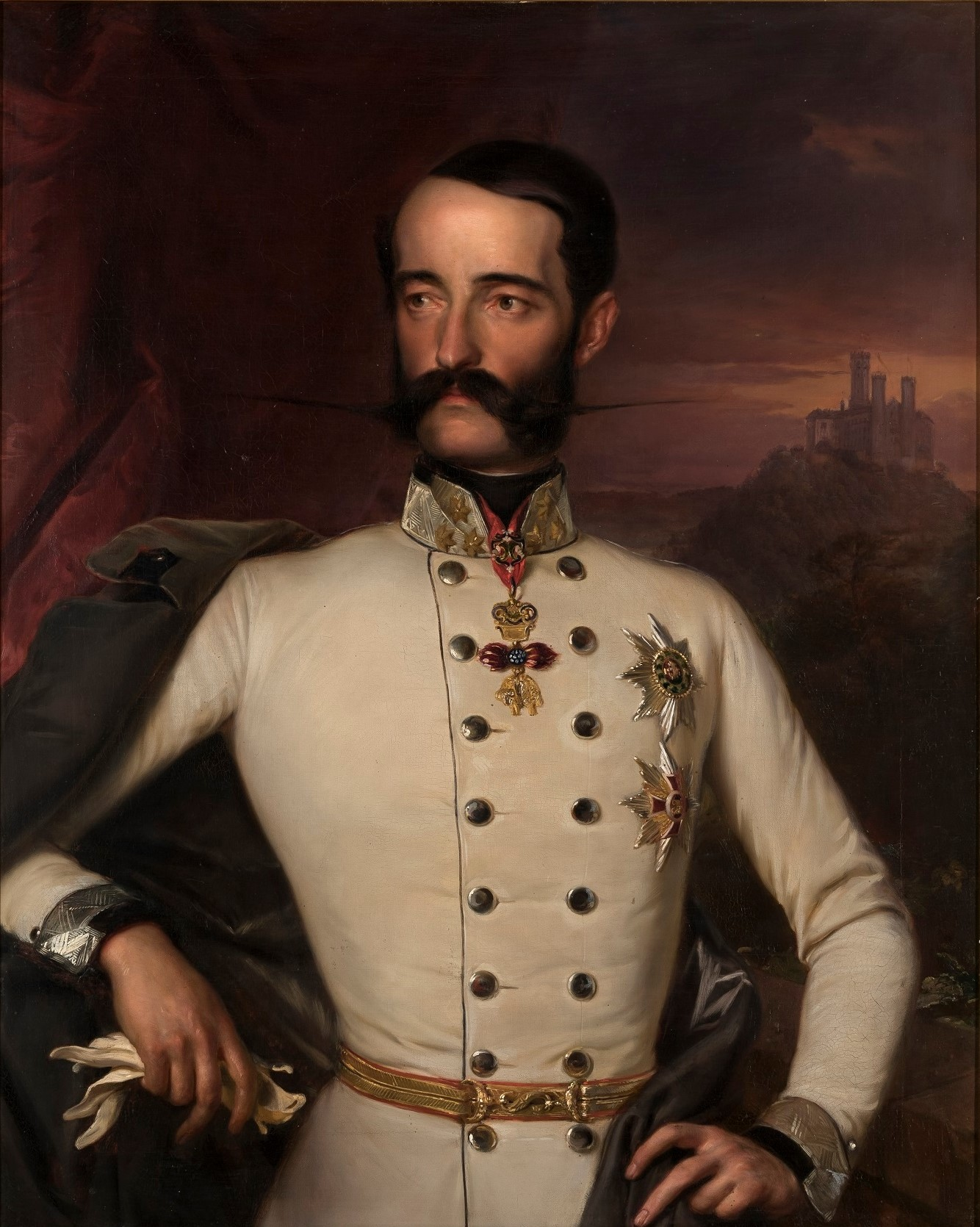
Anton Einsle: Erzherzog Stephan von Österreich, um 1850
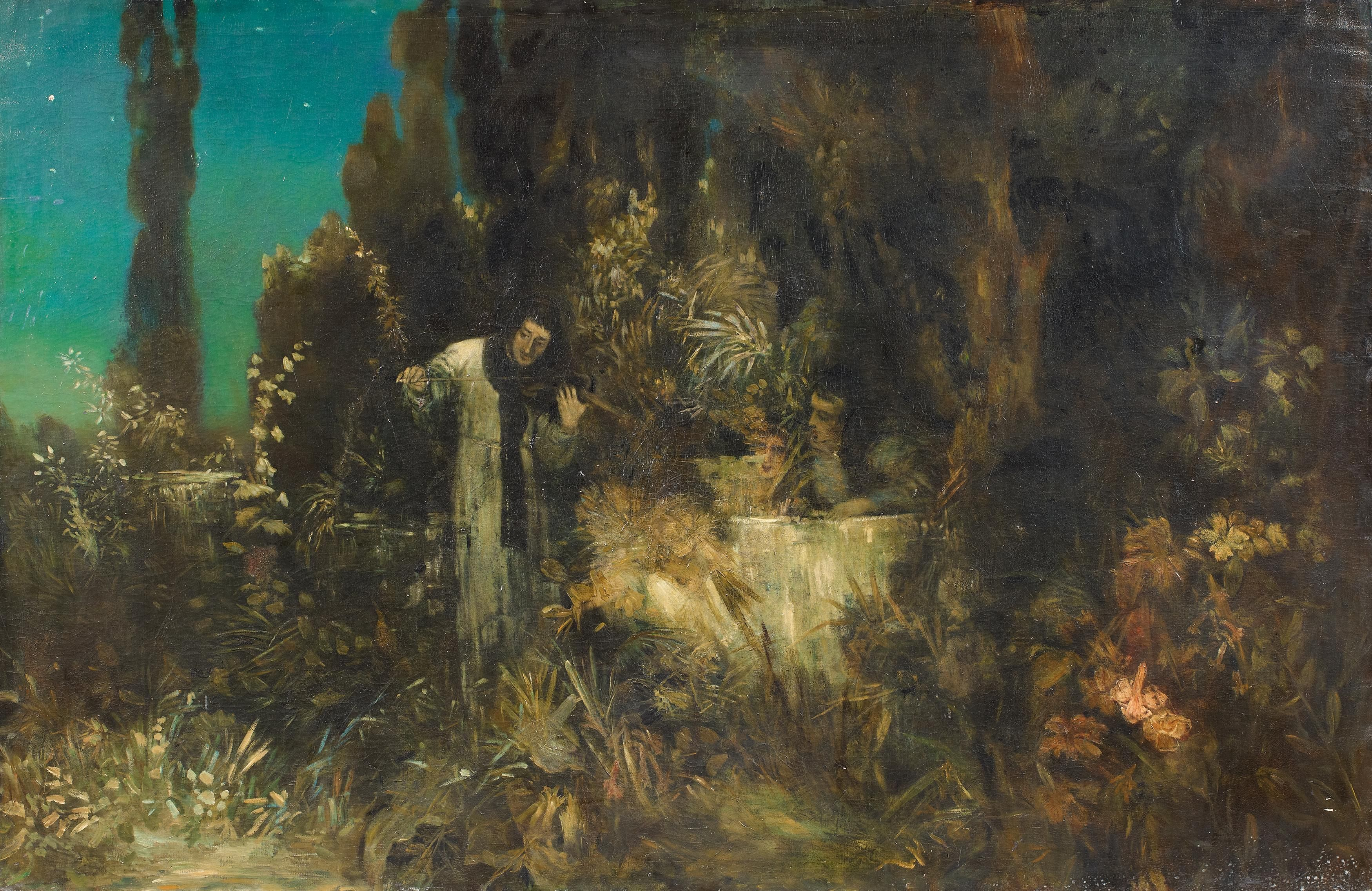
Fritz von Uhde: Im Klostergarten, 1875
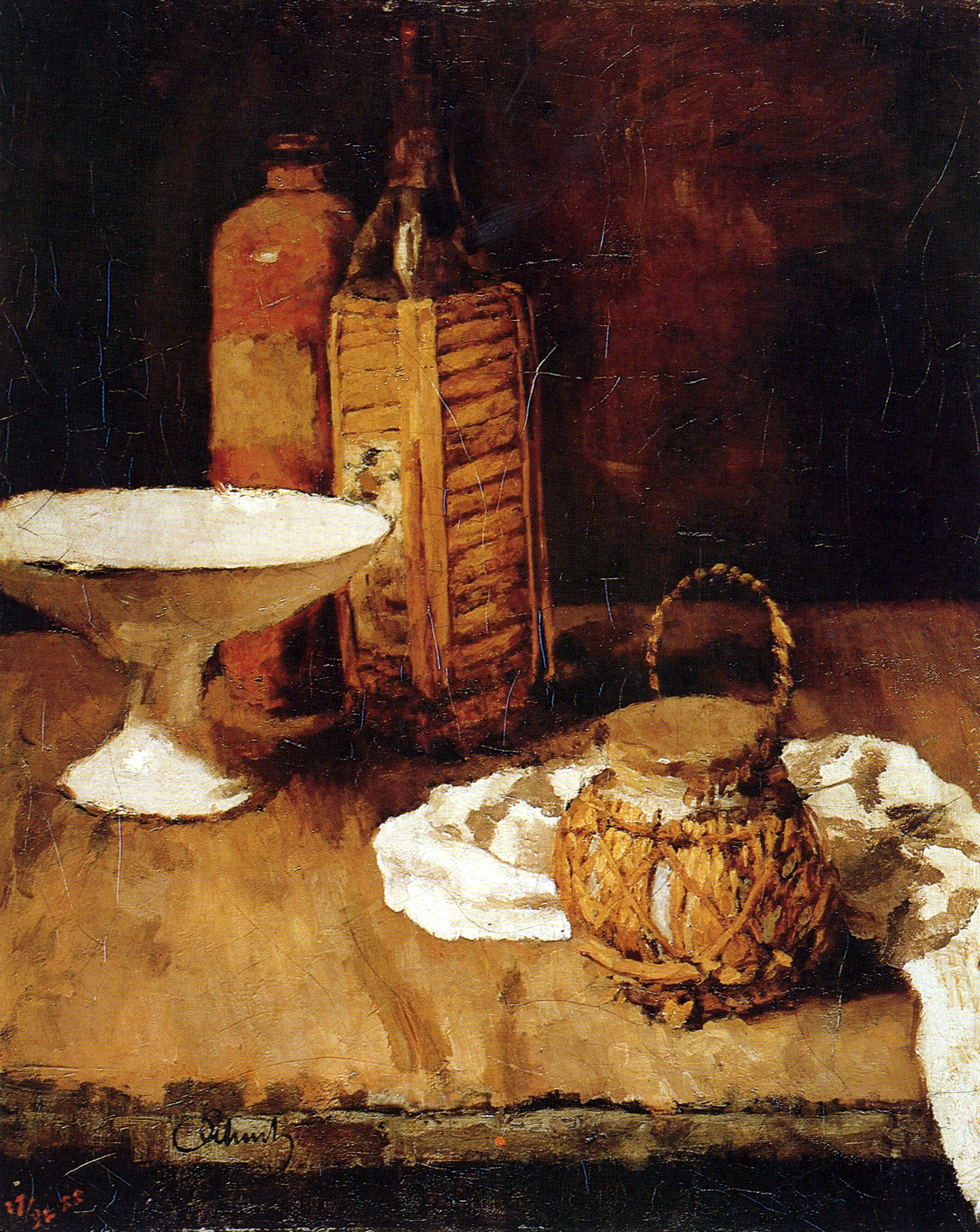
Carl Schuch: Fruchtschale, Steingut- und Maraschinoflasche, Ingwerdose und Serviette, 1888
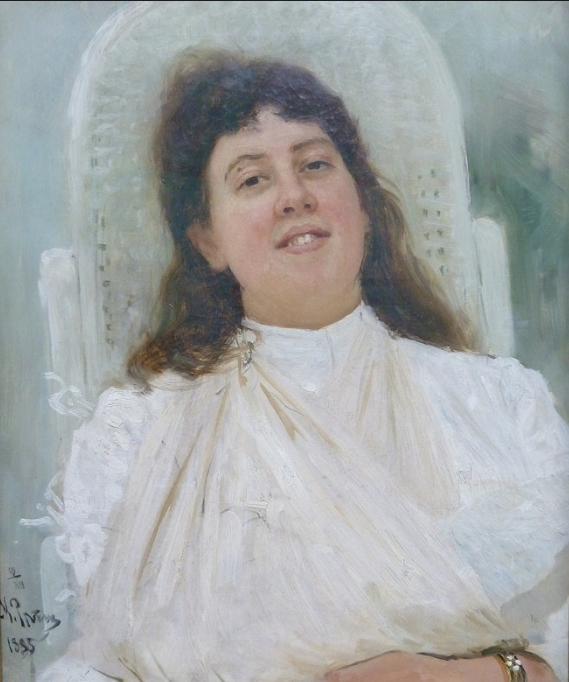
Ilja Jefimowitsch Repin: Bildnis Marianne Werefkin, 1888, ehemalige Sammlung Ernst Alfred Aye
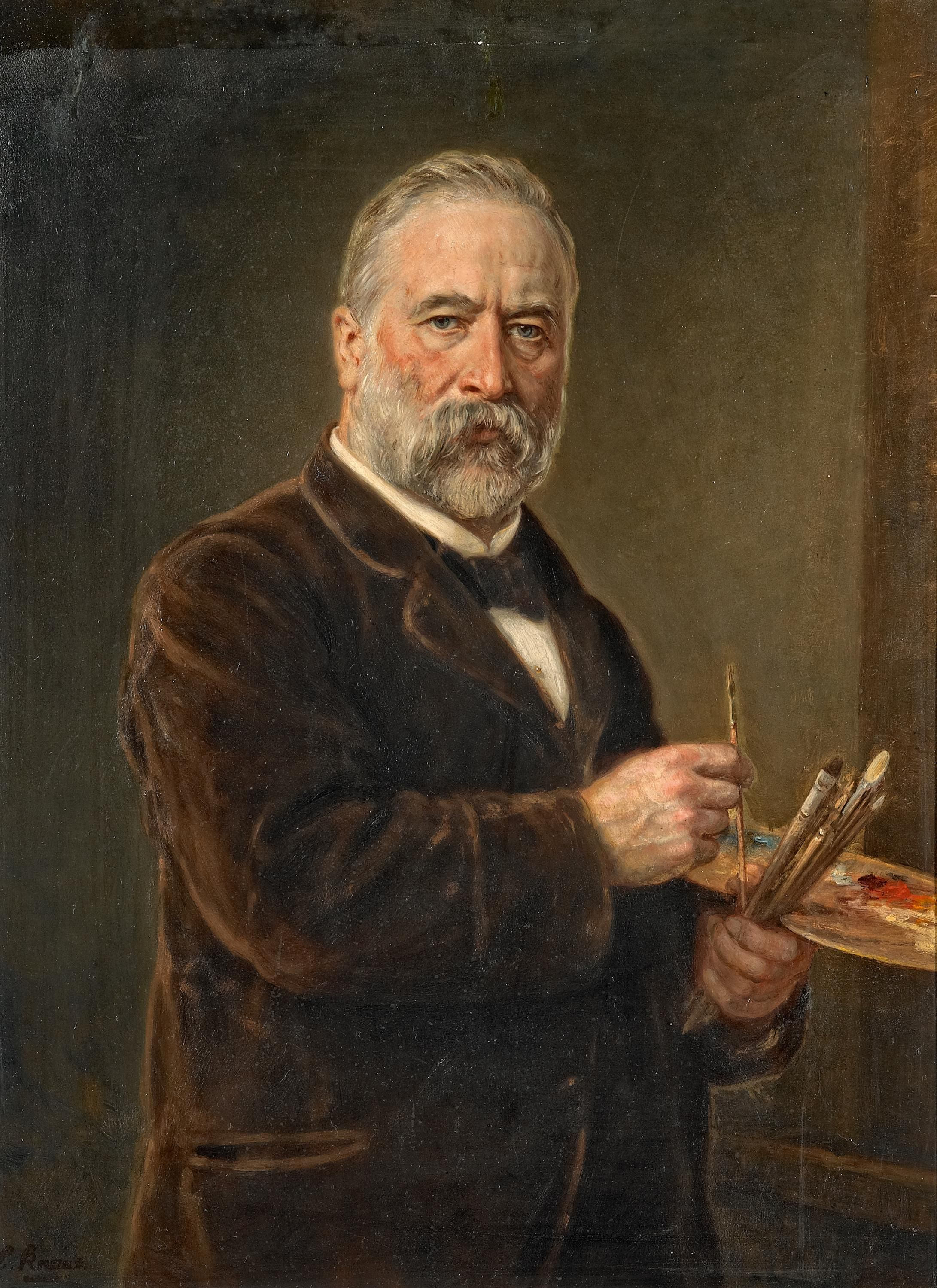
Ludwig Knaus: Selbstporträt mit Palette, 1890
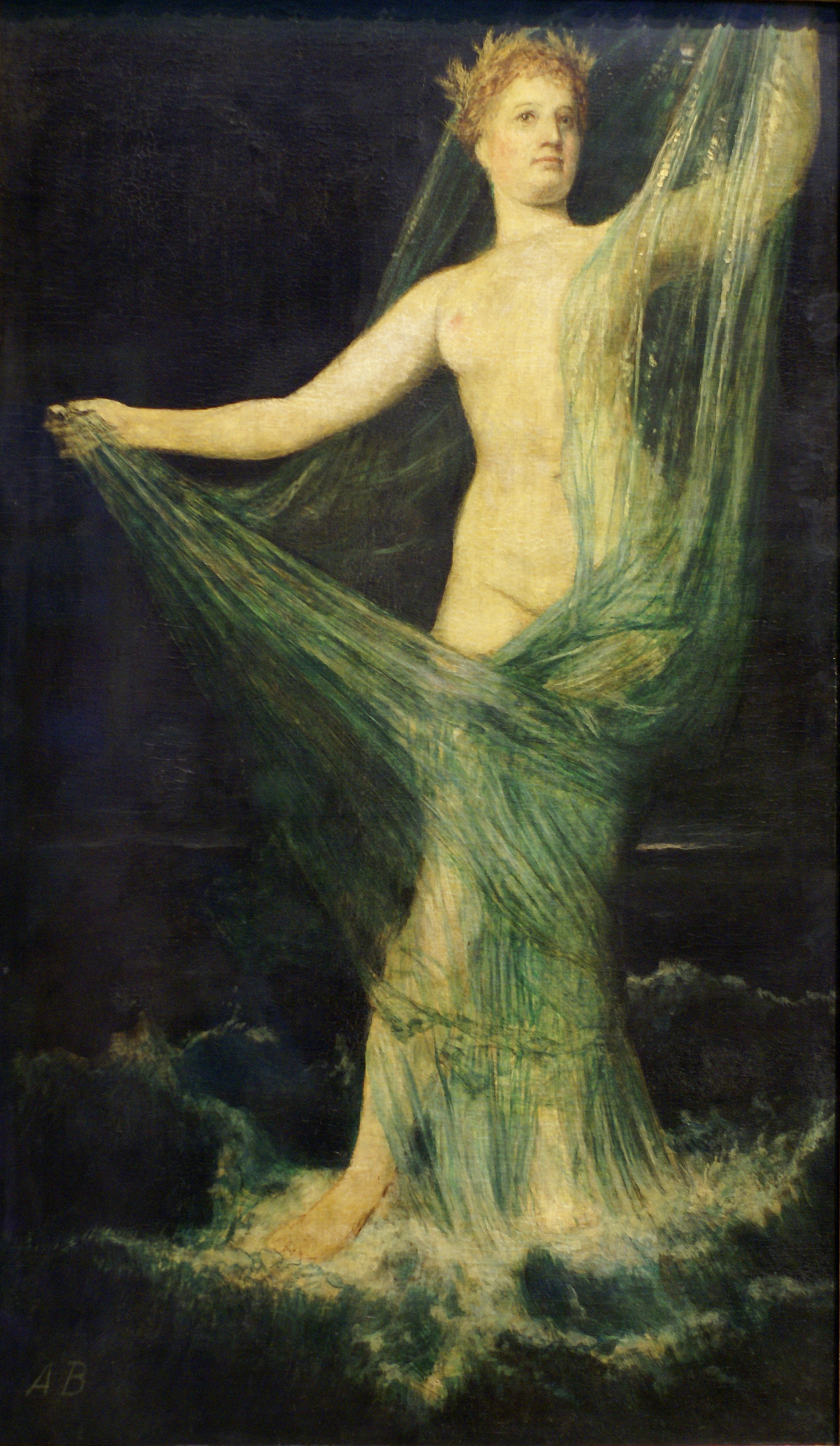
Arnold Böcklin: Grüne Venus, 1891
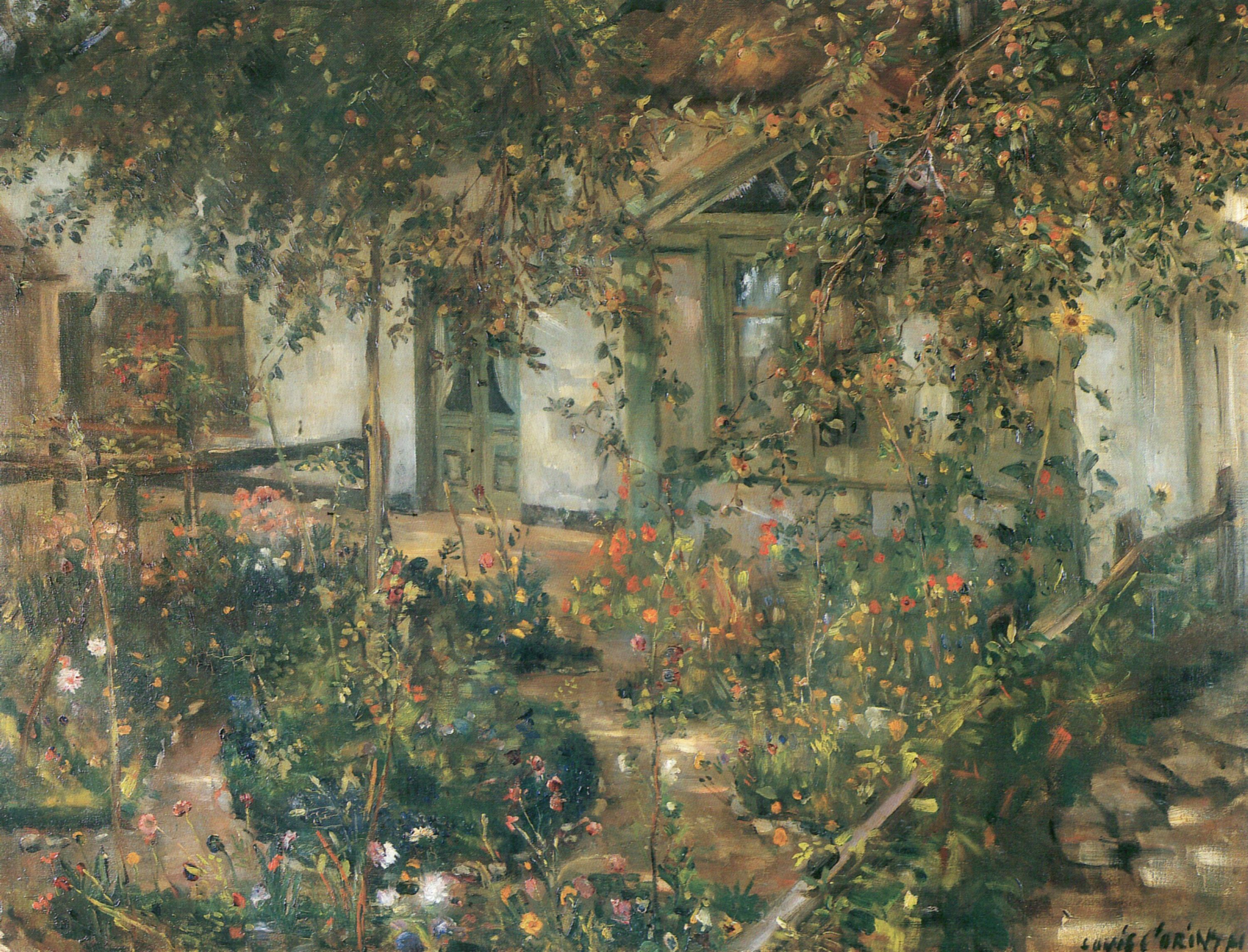
Lovis Corinth: Blühender Bauerngarten, 1904
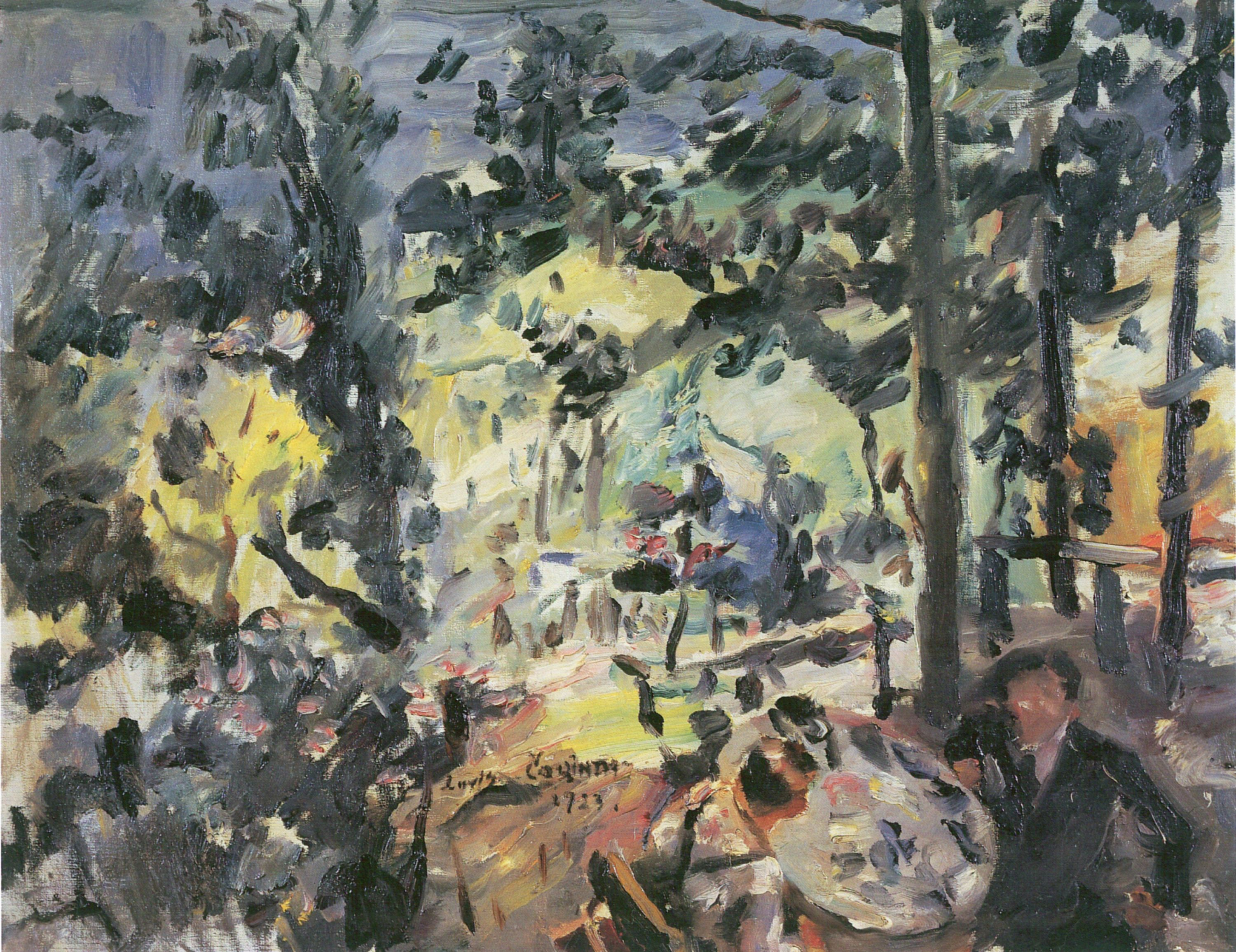
Lovis Corinth: Walchensee, auf der Terrasse, 1923
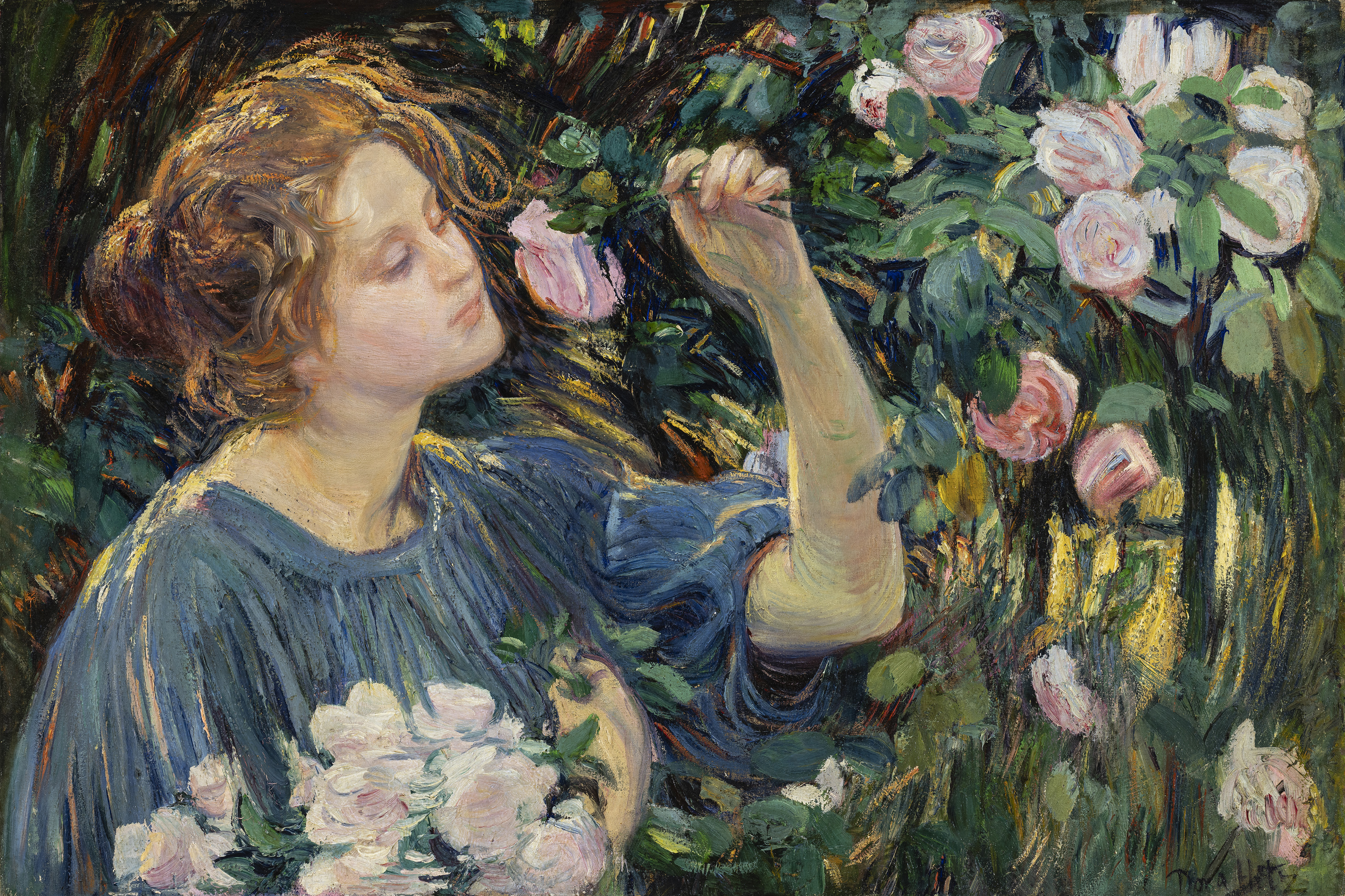
Dora Hitz: In den Rosen, vor 1913

### Jugendstil und Symbolismus: Sammlung Ferdinand Wolfgang Neess
2017 erhielt das Museum Wiesbaden mit der Sammlung von Ferdinand Wolfgang Neess die umfangreichste und bedeutendste Schenkung in der 200-jährigen Geschichte des Hauses. Nach zweijähriger Umbauphase wird seit 2019 die Sammlung im Südflügel des Museums auf über 800 Quadratmetern in Ensembles als Gesamtkunstwerk präsentiert. Die Sammlung gilt weltweit als eine der besten Kollektionen des Jugendstils und Symbolismus und macht das Museum auf diese Weise zu einem der führenden Häuser für diese Epoche. In der Sammlung befinden sich Hauptwerke aller wichtigen Künstler, Gattungen und Länder. Schwerpunkte bilden die Werke des deutschen Jugendstils, des französischen Art Nouveau und des österreichischen Secessionsstils. Dazu zählt ein herausragendes Konvolut von zwölf Werken Franz von Stucks, darunter zwei Fassungen seines ikonischen Hauptwerks Die Sünde (die sogenannte „Florio“-Fassung um 1908 und die Version in Pastell um 1893) sowie die erste Version der Sphinx (1901). Auch Heinrich Vogeler ist mit seinen Gemälden Heimkehr (1898) und Melusinemärchen (1901) sehr gut vertreten. Daneben finden sich eine Fassung der weltberühmten Büste La Nature von Alfons Mucha (um 1900), die seltene Tischlampe Wisteria (um 1901) von Tiffany, Junge Thrakerin mit dem Haupt des Orpheus (um 1875) von Gustave Moreau und Eingang zum Paradies (um 1903) von Wilhelm Bernatzik. Zahlreiche weitere Spitzenwerke von Künstlern wie Edward Burne-Jones (Temperantia, 1872), Fernand Khnopff (u. a. La Solitude, 1890/91), Jean Delville (u. a. L'Oracle à Dodone, 1896), Louis Majorelle, Émile Gallé (u. a. das weltweit einzige intakte Exemplar der Lampe Les Coprins, um 1902), Hector Guimard, Charles-Amable Lenoir, Henri Martin (u. a. Muse au crépuscule, um 1895), Bernhard Pankok, Richard Riemerschmid, Fidus, Karl Wilhelm Diefenbach (u. a. Du sollst nicht töten, 1906), Ludwig von Hofmann, Oskar Zwintscher (u. a. Bildnis mit gelben Narzissen, 1907), Wilhelm List (u. a. Tod der heiligen Elisabeth, um 1905) und George Minne belegen die herausragende Qualität und Breite der Sammlung. Viele Werke der Sammlung wurden erstmals auf der legendären Pariser Weltausstellung im Jahr 1900 präsentiert.

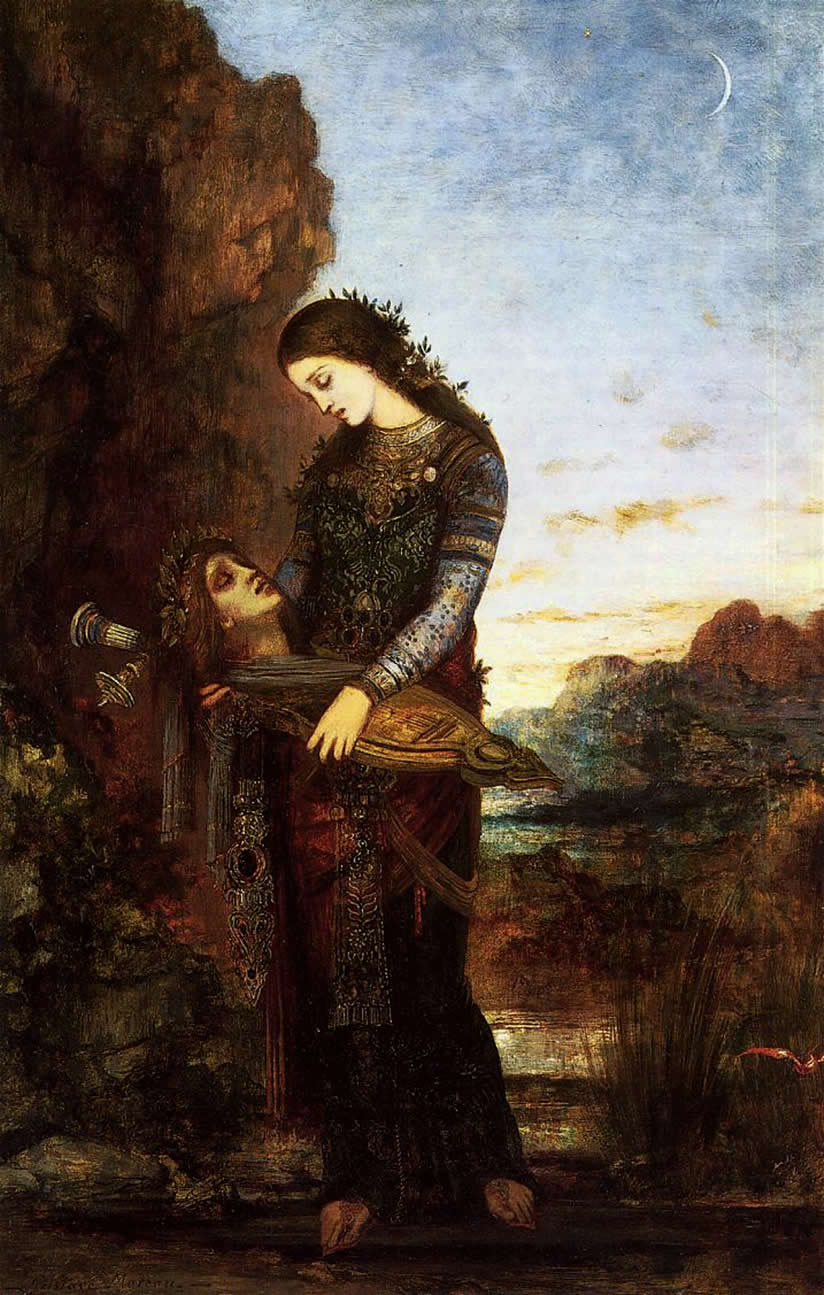
Gustave Moreau: Junge Thrakerin mit dem Haupt des Orpheus, um 1875
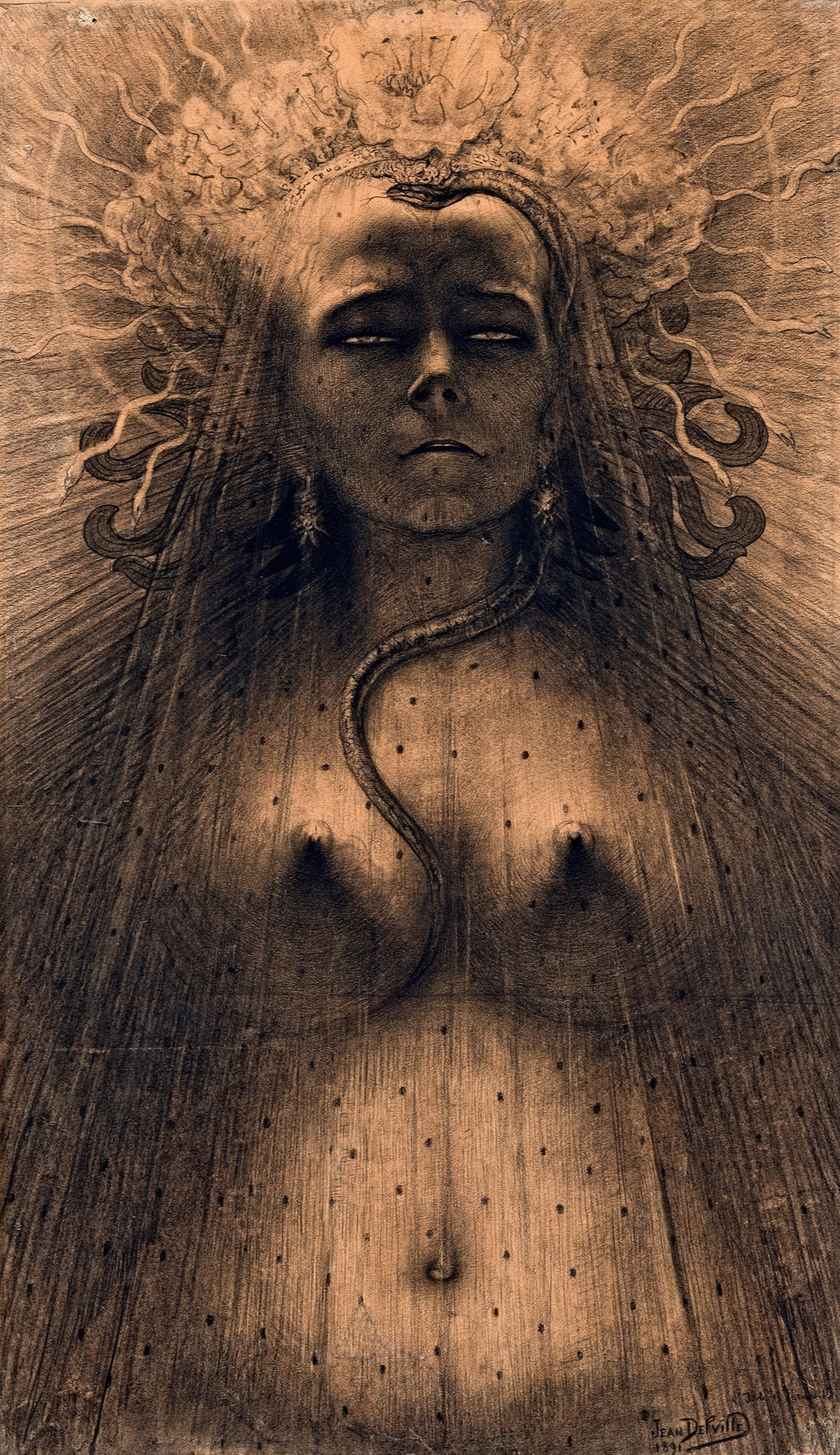
Jean Delville: L’Idole de la Perversité, 1891
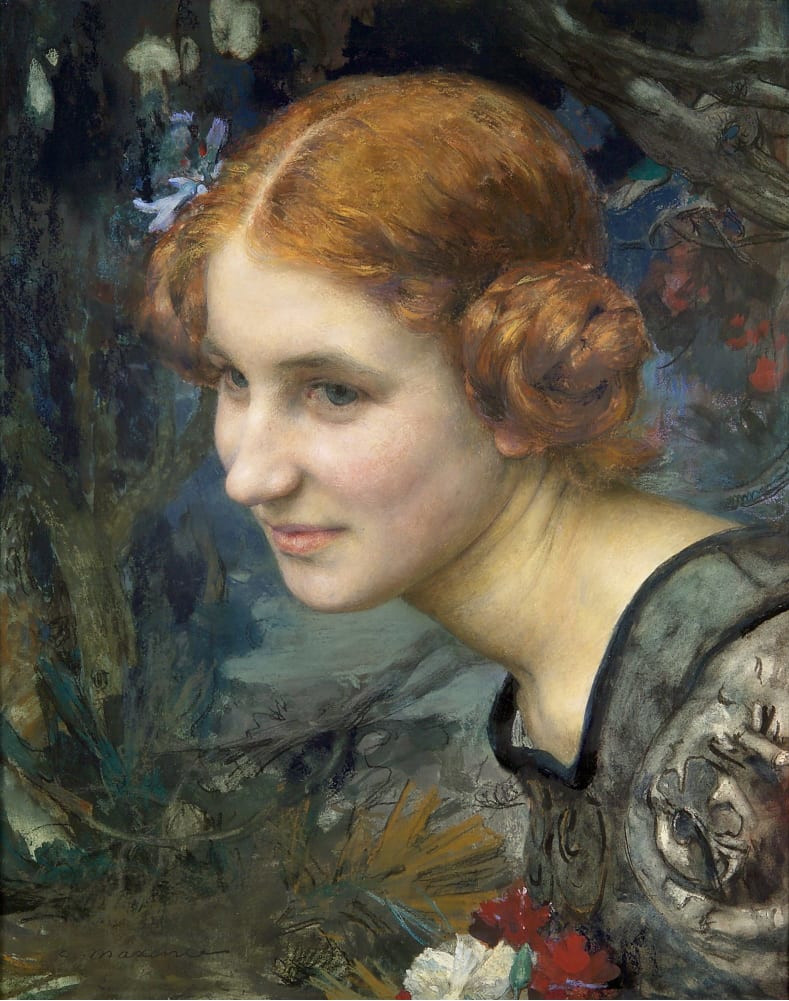
Edgard Maxence: Portrait de jeune femme, um 1895
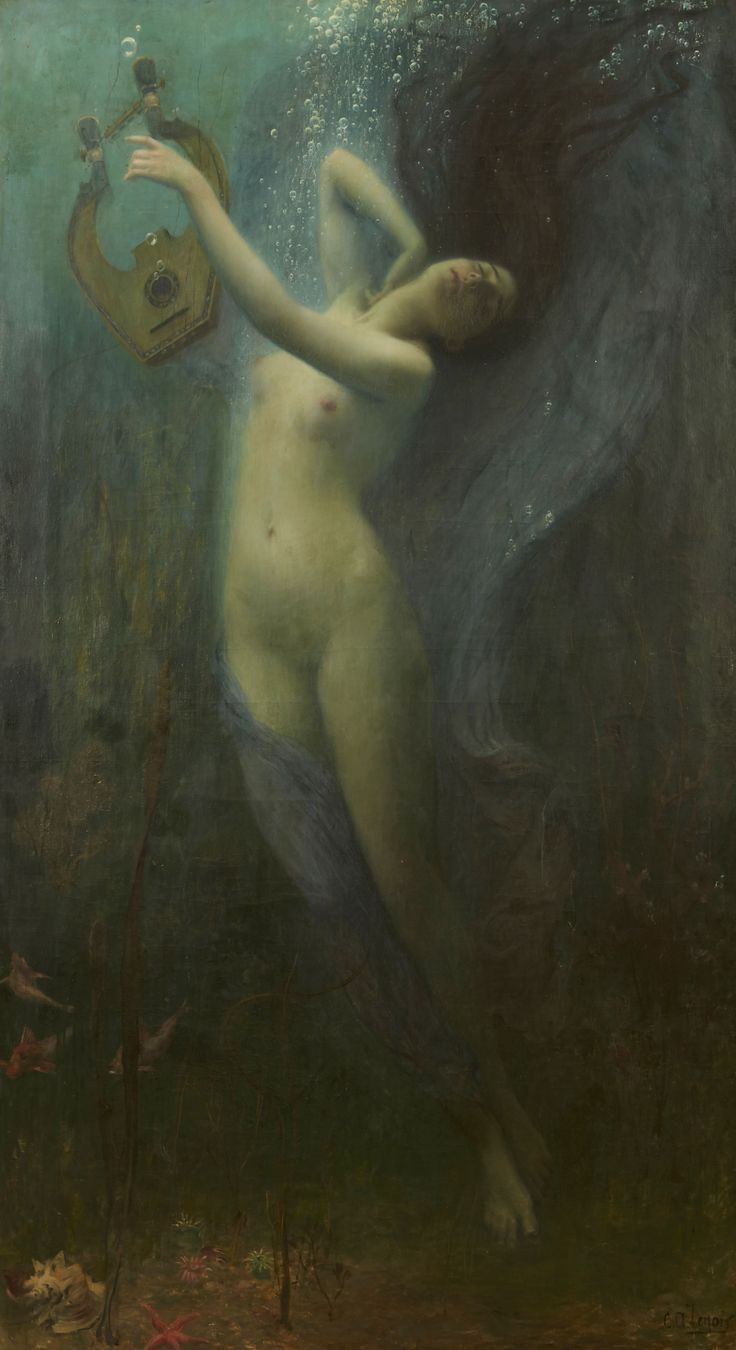
Charles-Amable Lenoir: La Mort de Sapho, vor 1896
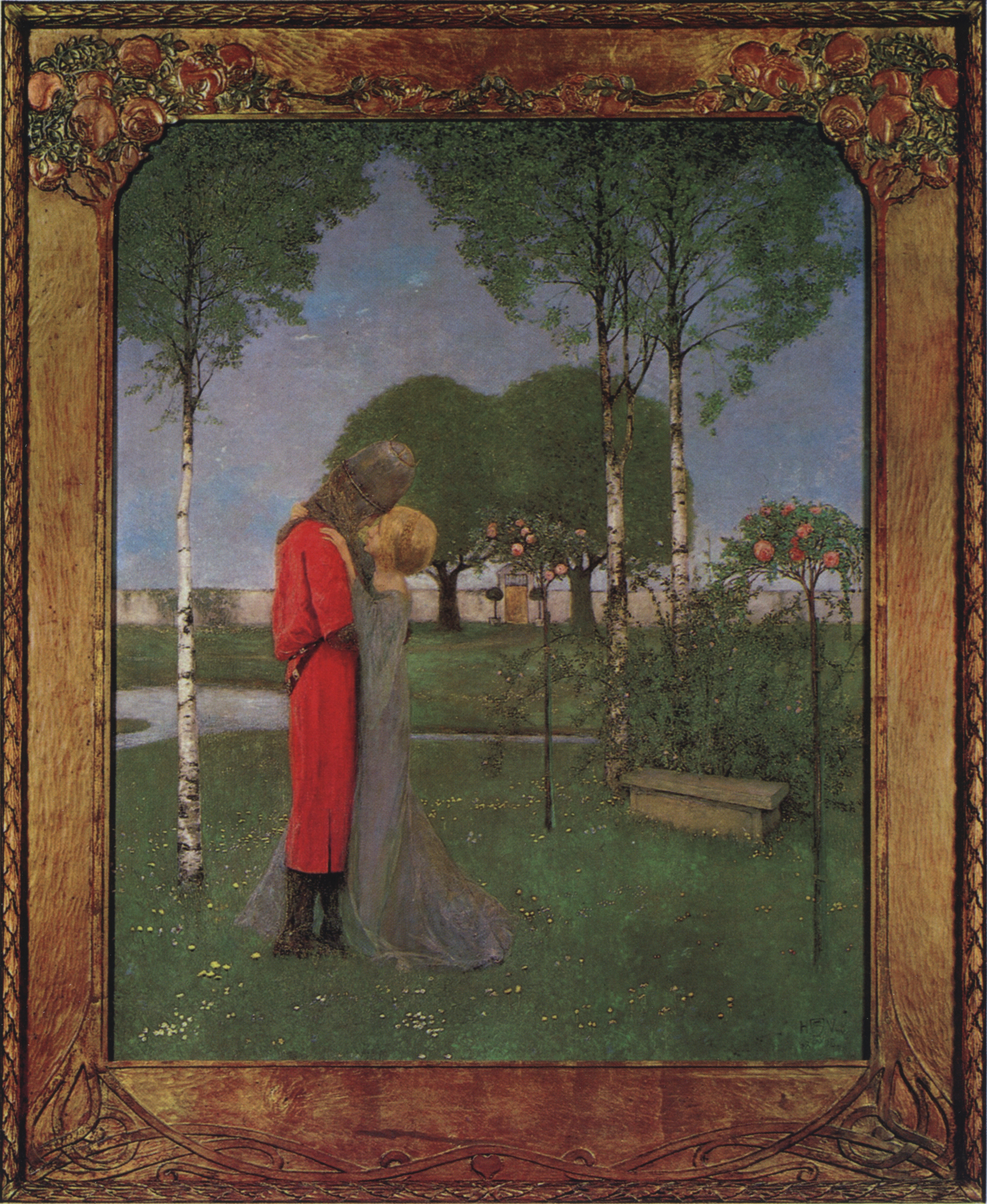
Heinrich Vogeler: Heimkehr, 1898
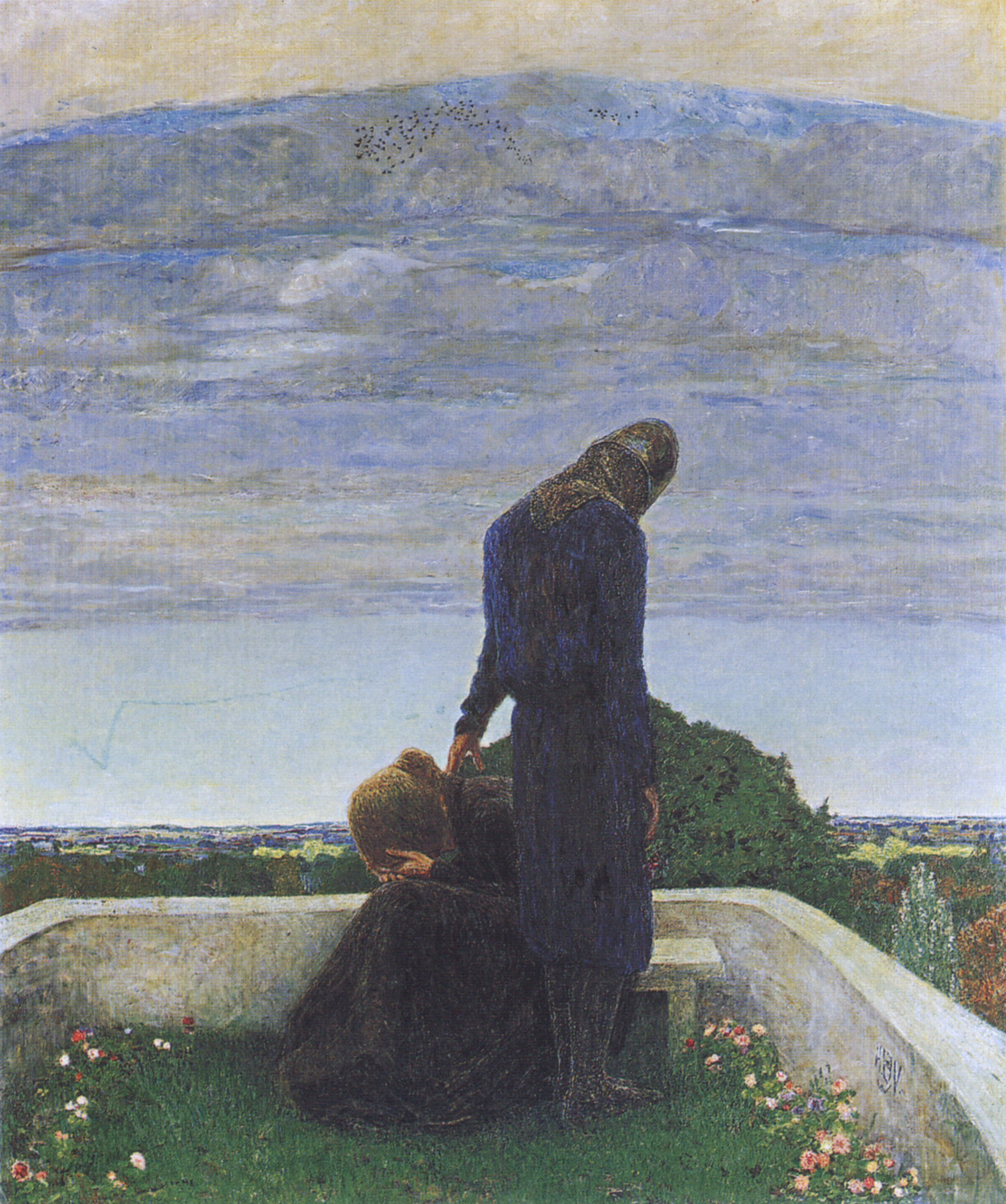
Heinrich Vogeler: Abschied, um 1898
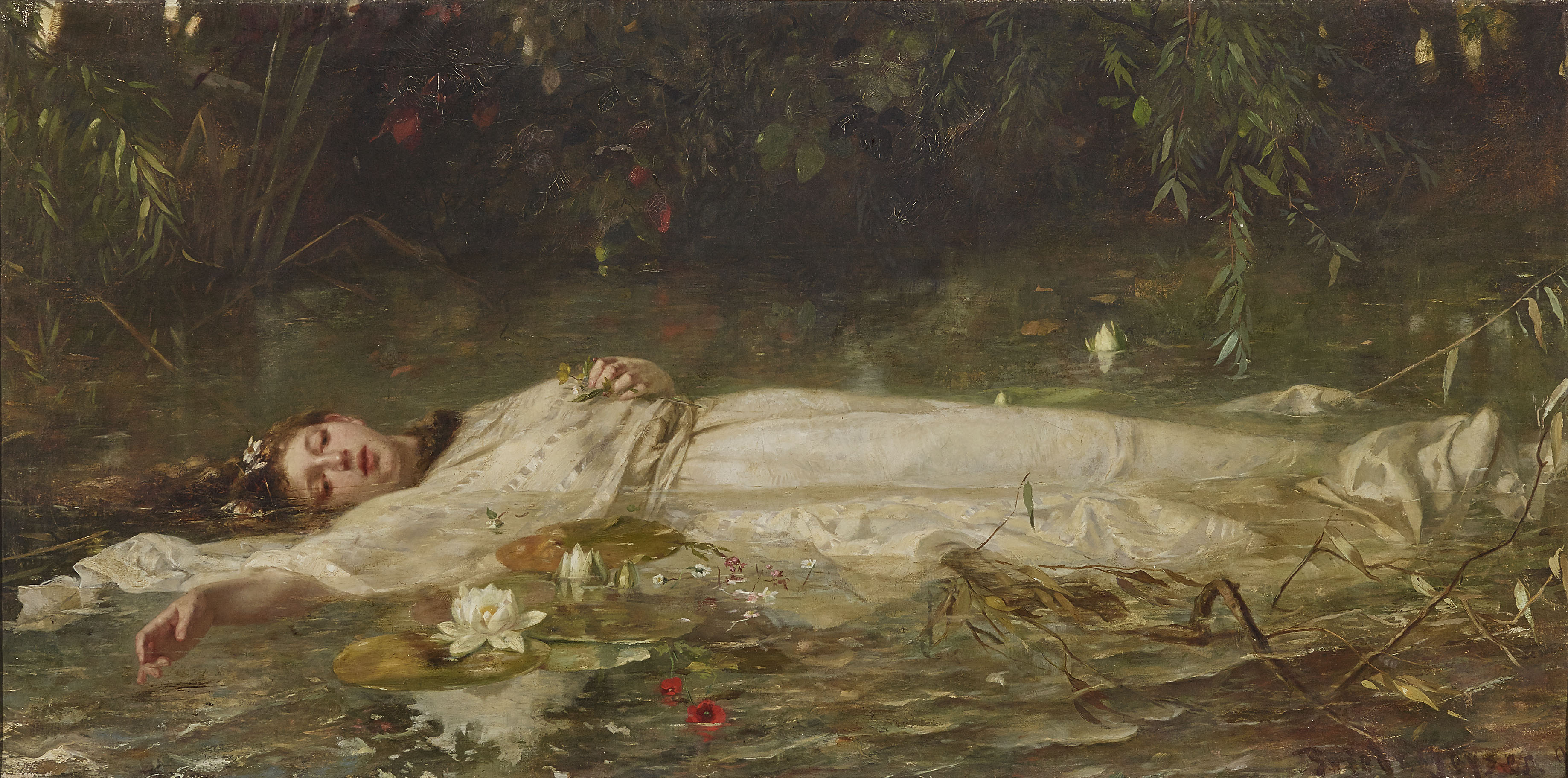
Friedrich Heyser: Ophelia, um 1900
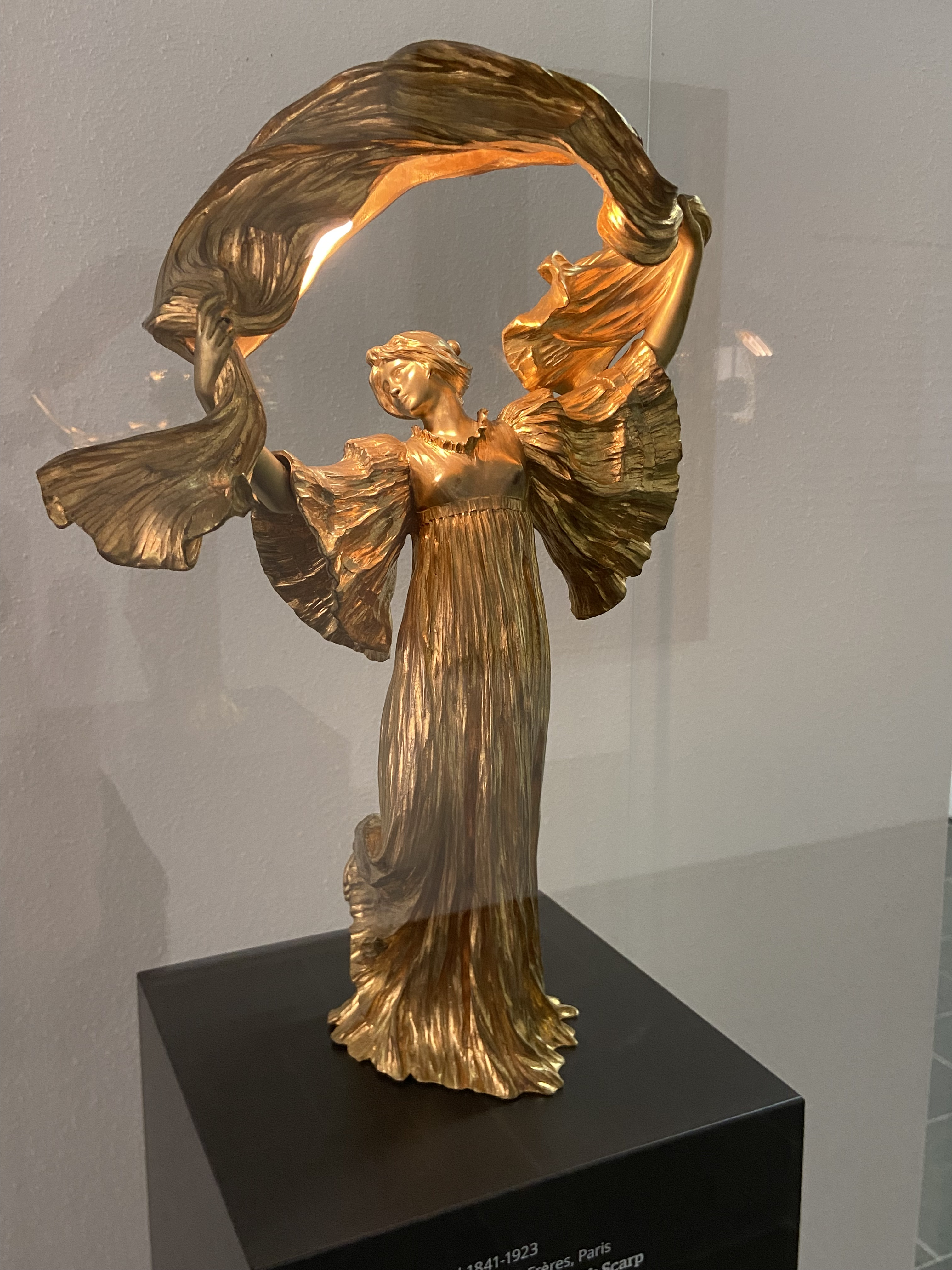
Agathon Léonard: Danseuse à l’écharpe, 1901
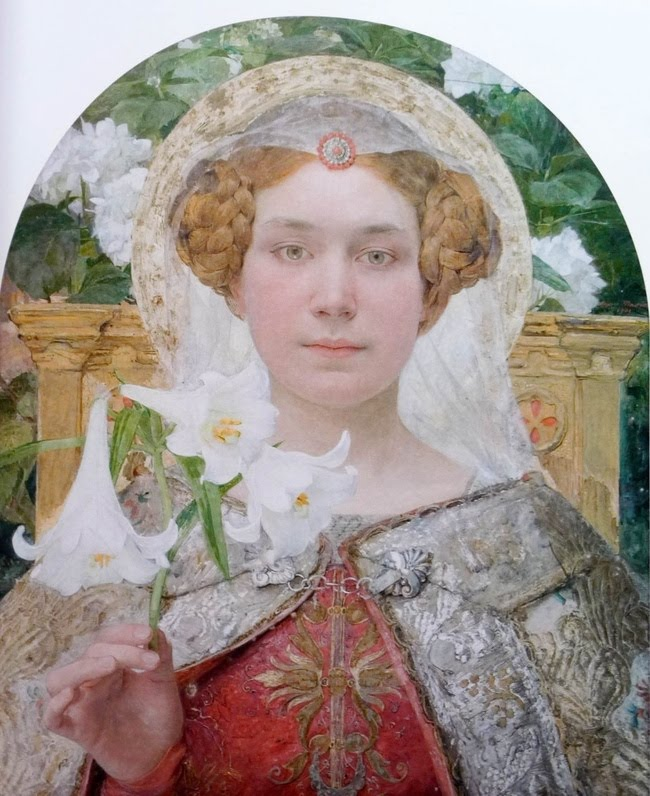
Edgard Maxence: L'Annonciation, 1901
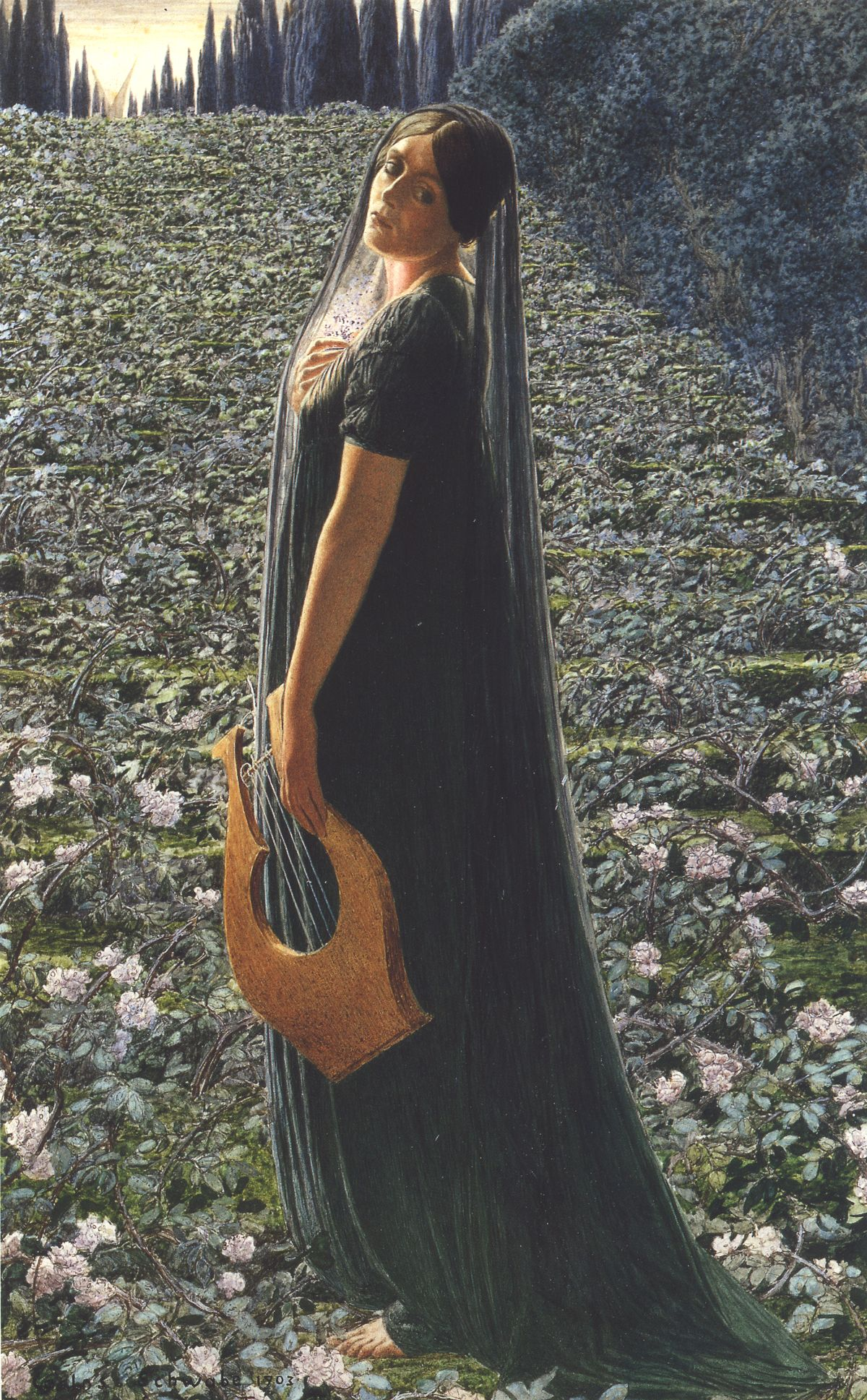
Carlos Schwabe: Champs elysees, 1903
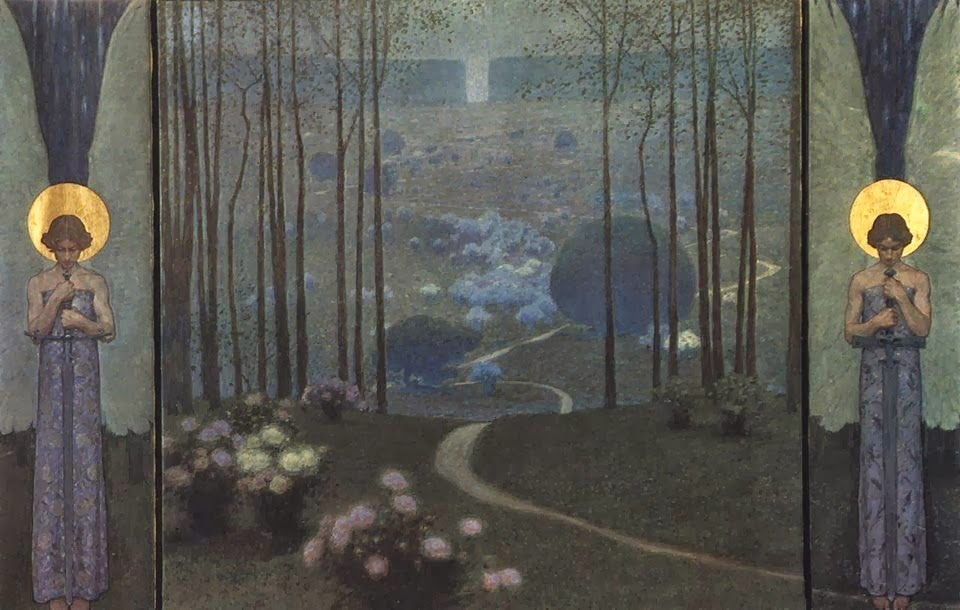
Wilhelm Bernatzik: Eingang zum Paradies, um 1903
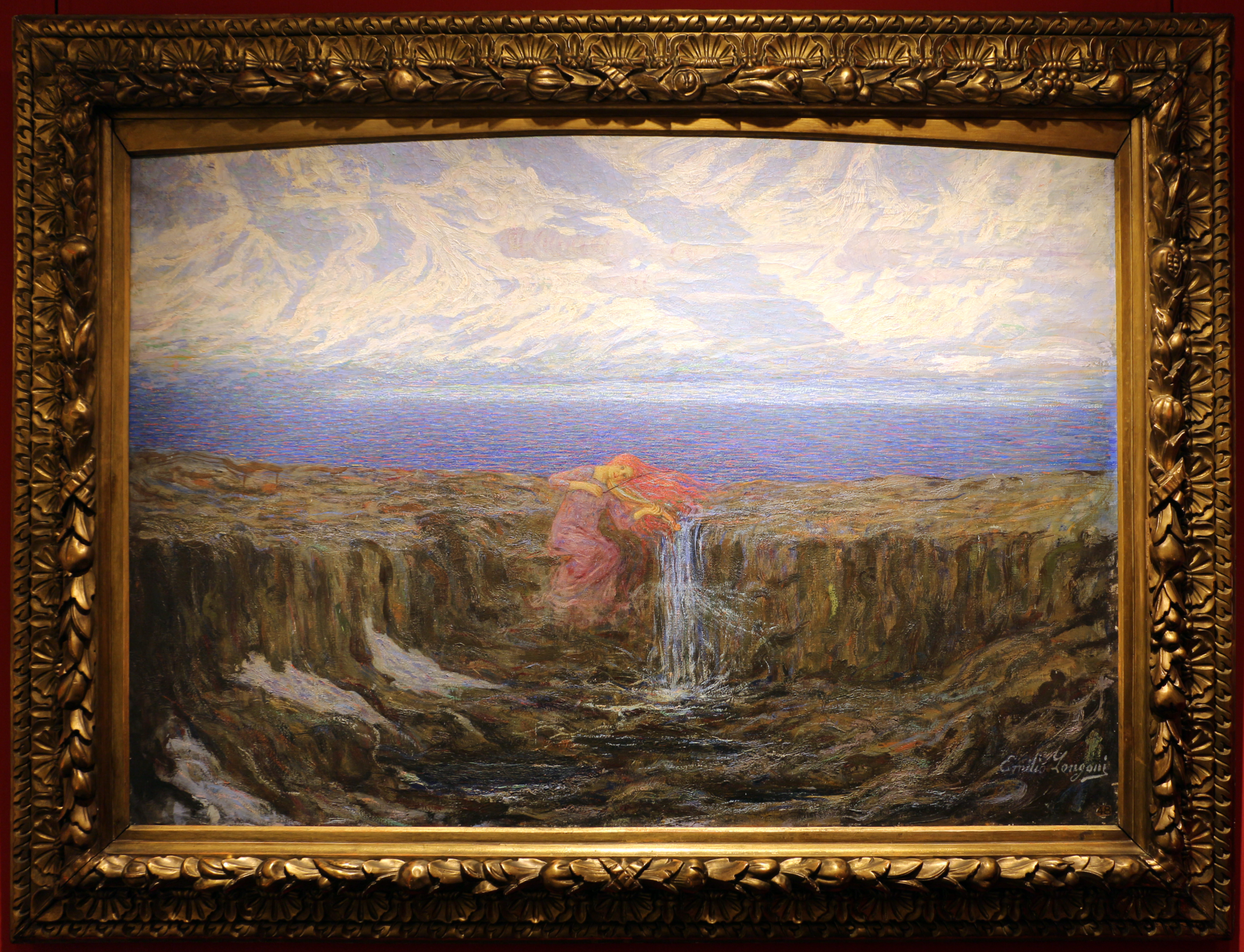
Emilio Longoni: La voce del ruscello, 1904
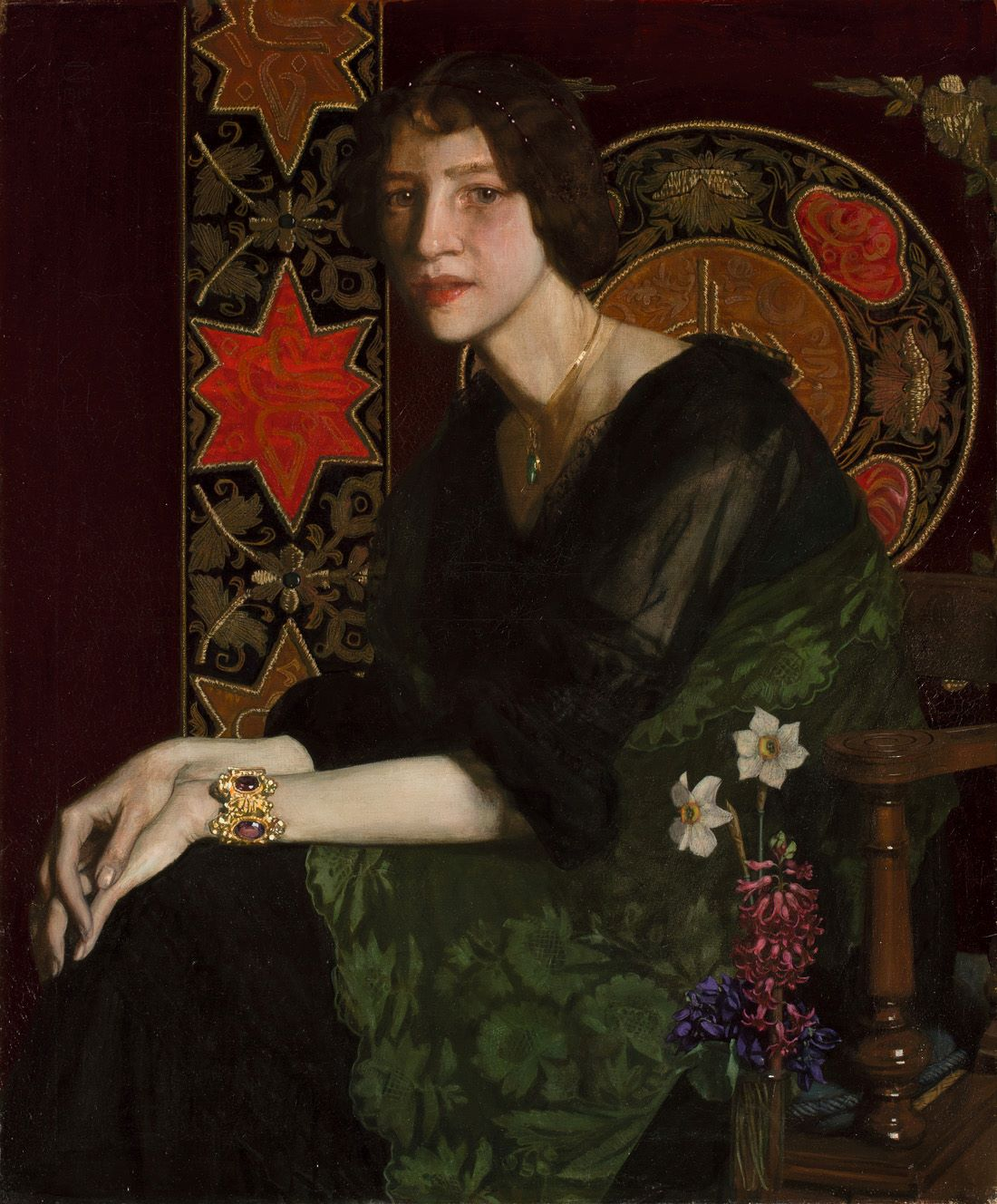
Oskar Zwintscher: Bildnis mit Narzissen, 1905
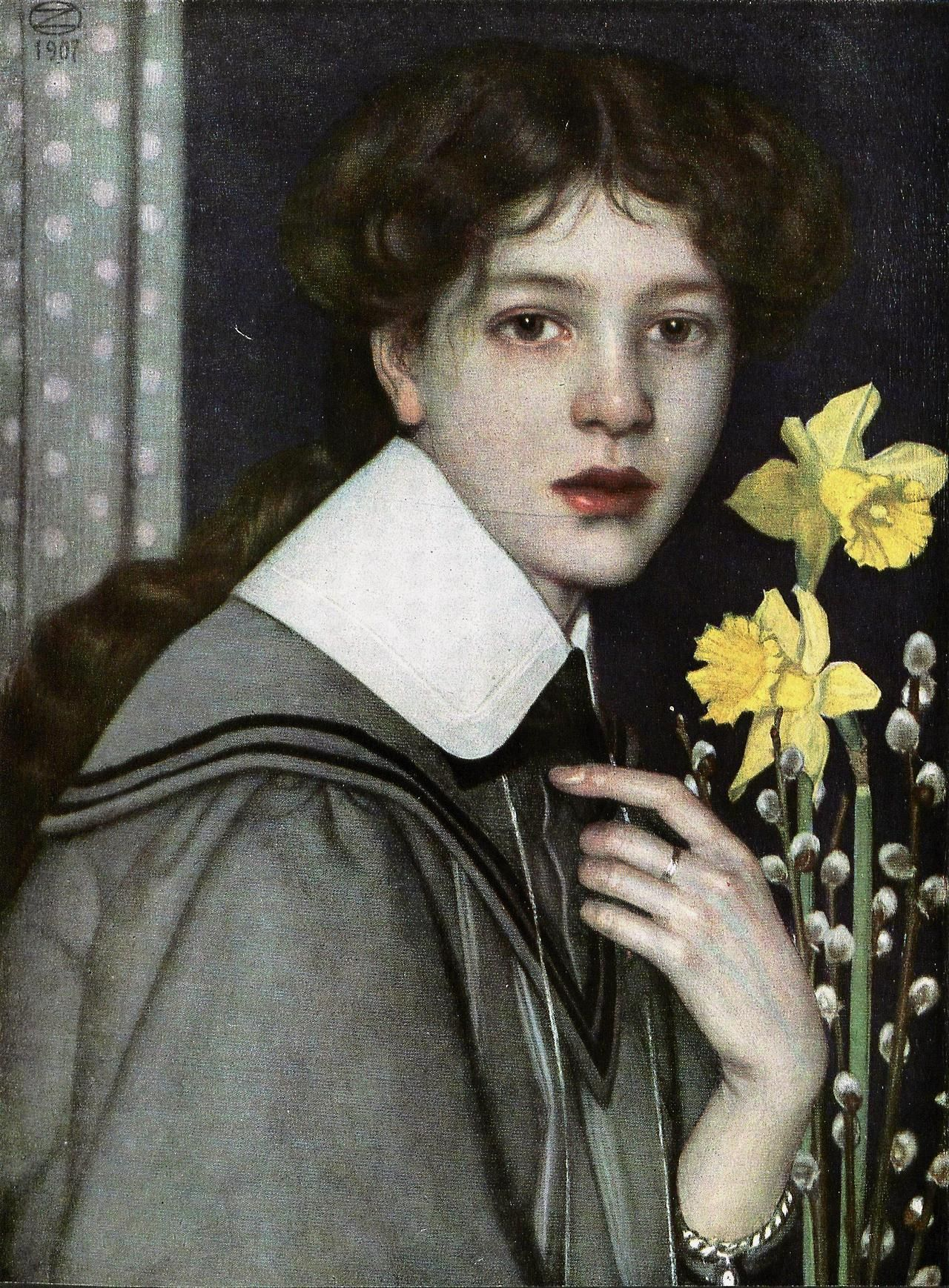
Oskar Zwintscher: Bildnis mit gelben Narzissen, 1907

### Jawlensky-Sammlung
Herausragend in der Sammlung des Museum Wiesbaden sind die Arbeiten des russischen Künstlers Alexej von Jawlensky, der die letzten zwanzig Jahre seines Lebens in Wiesbaden verbrachte. Mit 57 Gemälden und 35 Grafiken besitzt das Museum die größte Sammlung dieses Künstlers neben dem Norton Simon Museum in Pasadena. Die Sammlung umfasst frühe Werke wie das Stillleben mit Krug und Buch (um 1902), viele expressive Hauptwerke wie Dame mit Fächer (1909), Nikita (1910) oder Selbstbildnis (1912) und vor allem auch viele Werke der Bilder in Serie, wie etwa den Variationen Von Frühling, Glück und Sonne (1917) oder den in Wiesbaden entstandenen Abstrakten Köpfen wie Kopf in Rot-Weiß-Gold (1927) und den Meditationen Mein Geist wird weiterleben (1935). Unter den Stillleben herausragend ist das Gemälde Stillleben mit schwarzer Vase (1910) und unter den Landschaften, die Jawlensky gemalt hat, die Arbeit Blaue Berge (1912). Die Sammlung der Grafiken umfasst Lithographien wie Liegender weiblicher Akt (1912) und Zeichnungen wie Konstantinowka mit geneigtem Kopf (um 1912). Zuletzt wurde die Sammlung durch elf Gemälde und drei Zeichnungen aus der Sammlung Hanna Bekker vom Rath 1987 umfangreich erweitert, darunter auch das Bildnis Marianne von Werefkin aus dem Jahr 1906.
Von September 2021 bis März 2022 zeigt das Museum unter dem Titel „Alles! 100 Jahre Jawlensky in Wiesbaden“ eine Jubiläumsausstellung. Sie präsentiert die Sammlungsgeschichte mit Gesamtschau der Werke des Expressionisten.

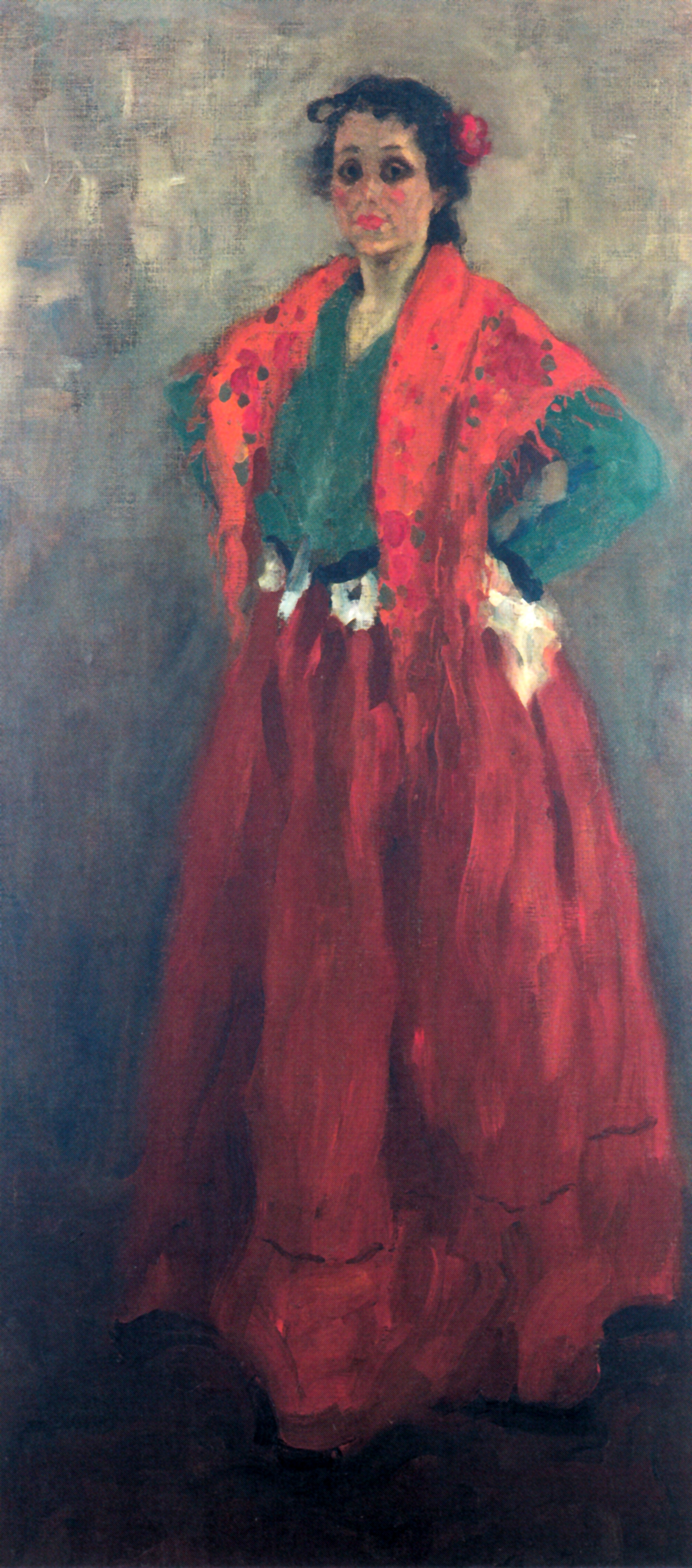
Alexej von Jawlensky: Helene im spanischen Kostüm, 1904
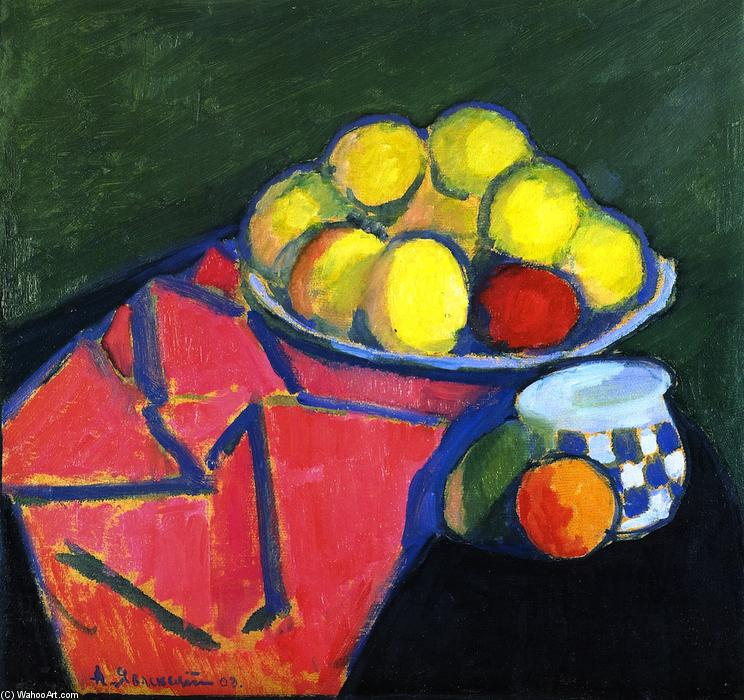
Alexej von Jawlensky: Stillleben mit Äpfeln, 1908
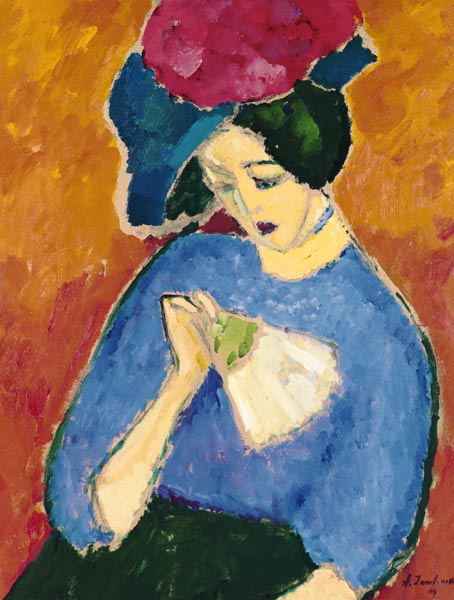
Alexej von Jawlensky: Dame mit Fächer, 1909
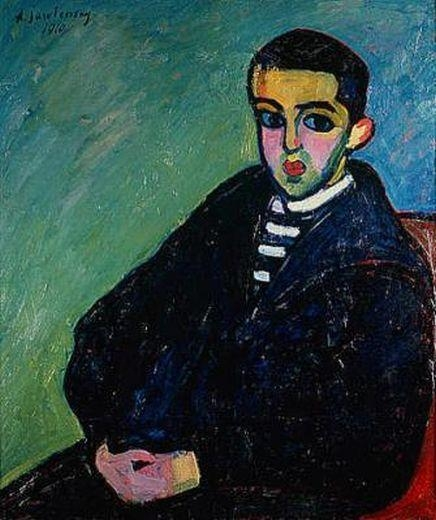
Alexej von Jawlensky: Nikita, 1910
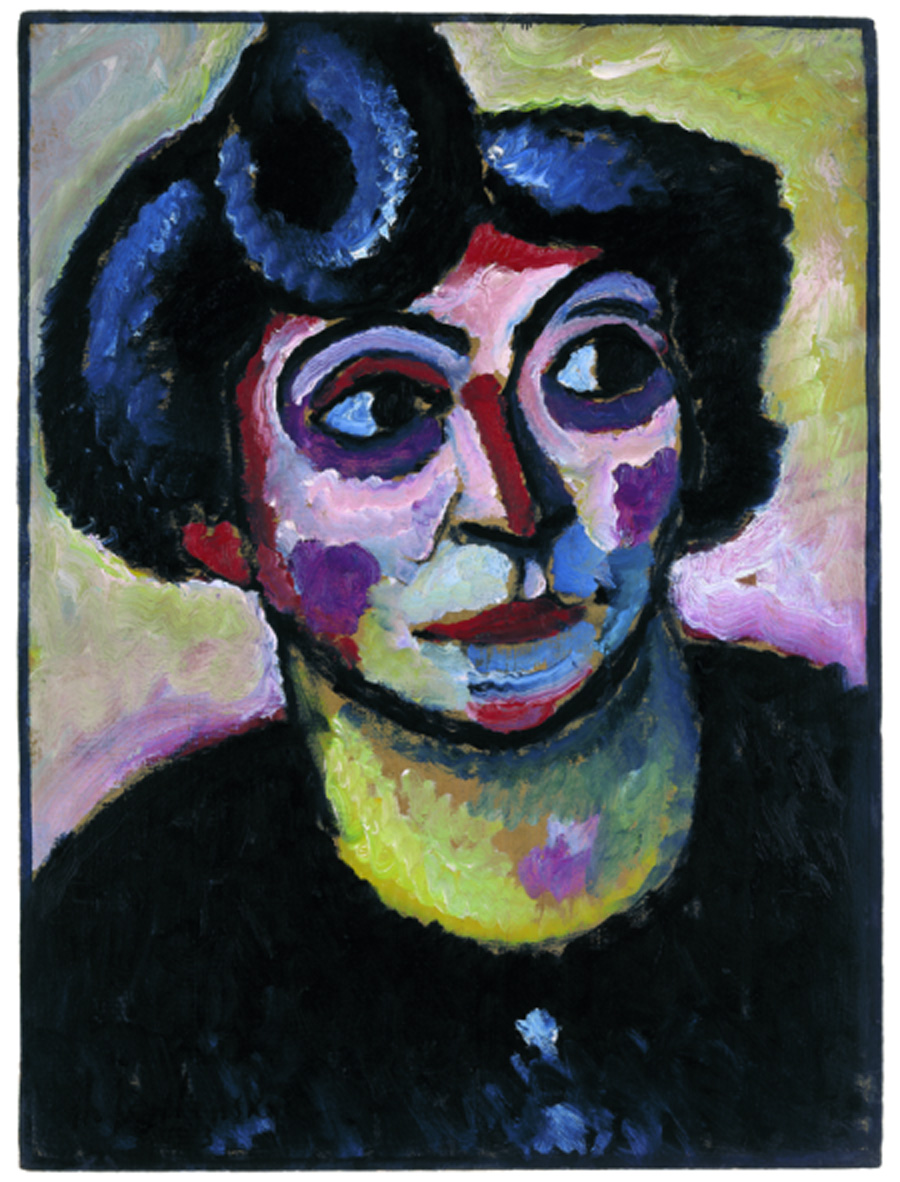
Alexej von Jawlensky: Frau mit Stirnlocke, 1913
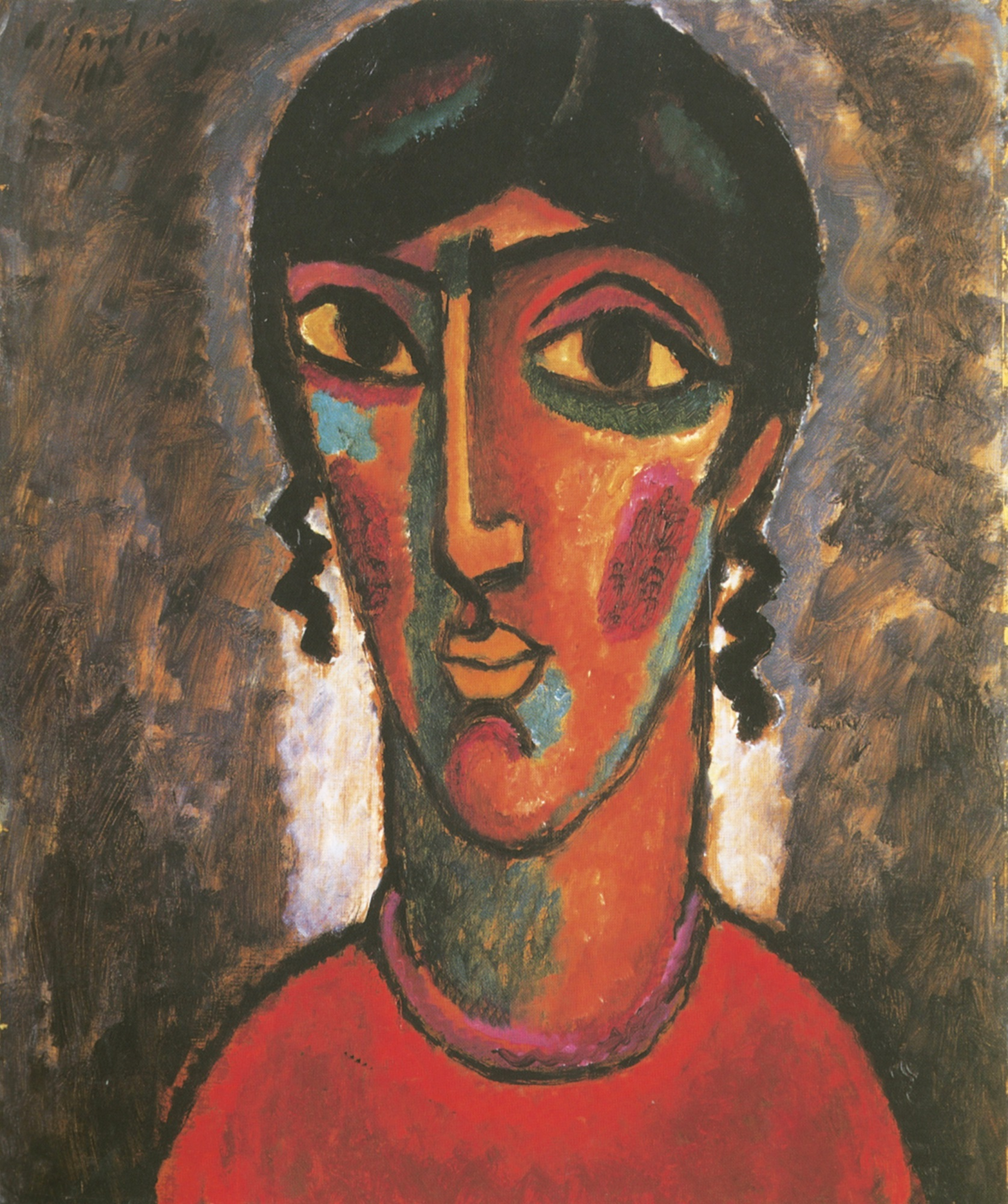
Alexej von Jawlensky: Spanierin, 1913

### Expressionisten und die Sammlung Hanna Bekker vom Rath
Schon vor dem Zweiten Weltkrieg besaß das Museum Wiesbaden eine bedeutende Sammlung mit Werken der Expressionisten. Zudem wurde regelmäßig die Sammlung des Wiesbadener Kunstsammlers und Mäzens Heinrich Kirchhoff ausgestellt, mit der viele Arbeiten der Moderne gezeigt werden konnten. Mit der Beschlagnahmungsaktion der Nationalsozialisten unter dem Titel „Entartete Kunst“ wurden sämtliche modernen Werke aus dem Museum entfernt, so dass man nach dem Krieg neu beginnen musste. Es wurden qualitätvolle Arbeiten von Paula Modersohn-Becker, Otto Mueller (Gemälde Liebespaar, 1925), Emil Nolde, Walter Jacob, Conrad Felixmüller (Gemälde Familienbildnis Kirchhoff, 1920), Karl Hofer und vor allem von Jawlenskys Weggefährtin Marianne von Werefkin (Gemälde Schindelfabrik, um 1910) erworben. Zudem erfolgte der Ankauf einer Arbeit der Russin Natalja Gontscharowa. Ein Meilenstein in der Geschichte der Kunstsammlung war der Erwerb eines großen Teils der Sammlung Hanna Bekker vom Rath. Mit dieser Sammlung bekam das Museum nicht nur elf Gemälde und drei Zeichnungen von Jawlensky, sondern 16 weitere Werke der Klassischen Moderne. Grafiken von Wassily Kandinsky und August Macke sowie je ein Gemälde von Ernst Ludwig Kirchner, Erich Heckel (Gemälde Maske vor Buschbockfell, 1913), Adolf Hölzel, Ida Kerkovius, Willi Baumeister und Ernst Wilhelm Nay bereichern seitdem die Sammlung. Dazu kommen noch fünf Gemälde von Karl Schmidt-Rottluff, unter anderem das Gemälde Selbstbildnis von 1919 und zwei Gemälde von Max Beckmann, darunter das berühmte Bildnis Weiblicher Akt mit Hund (1927). Nach dieser großen Bereicherung wurden weitere, einzelne Arbeiten aus dieser Sammlung erworben, zu erwähnen vor allem Jawlenskys Gemälde Heilandsgesicht: Ruhendes Licht aus dem Jahr 1921.

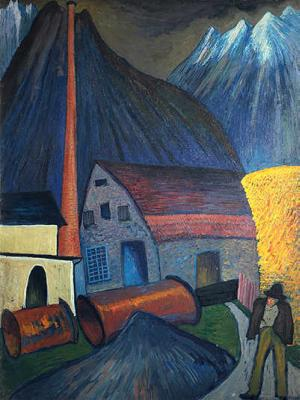
Marianne von Werefkin: Schindelfabrik, 1910
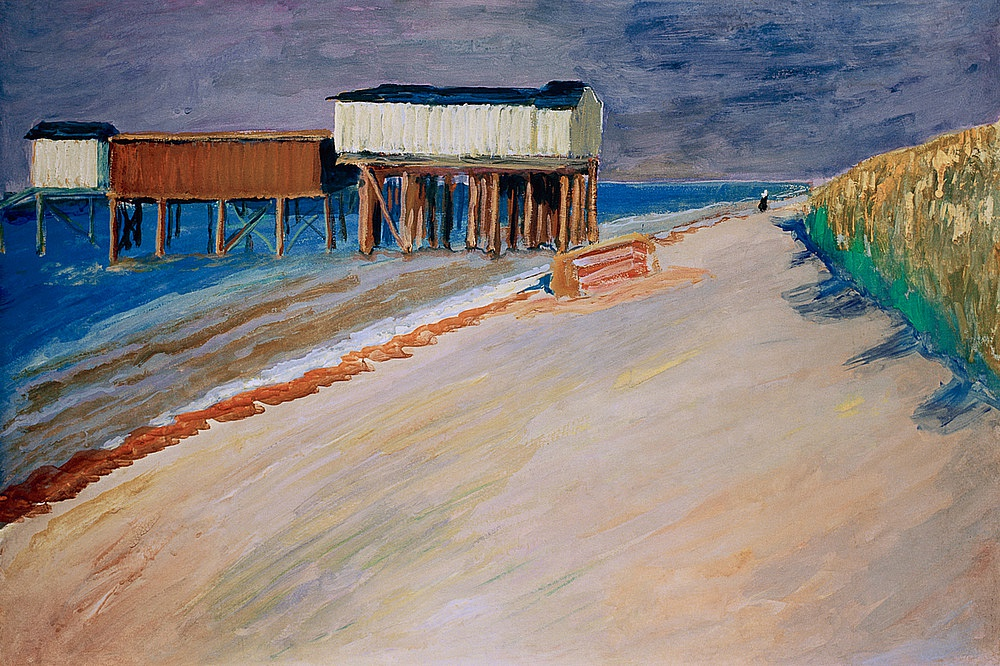
Marianne von Werefkin: Badehaus, 1911
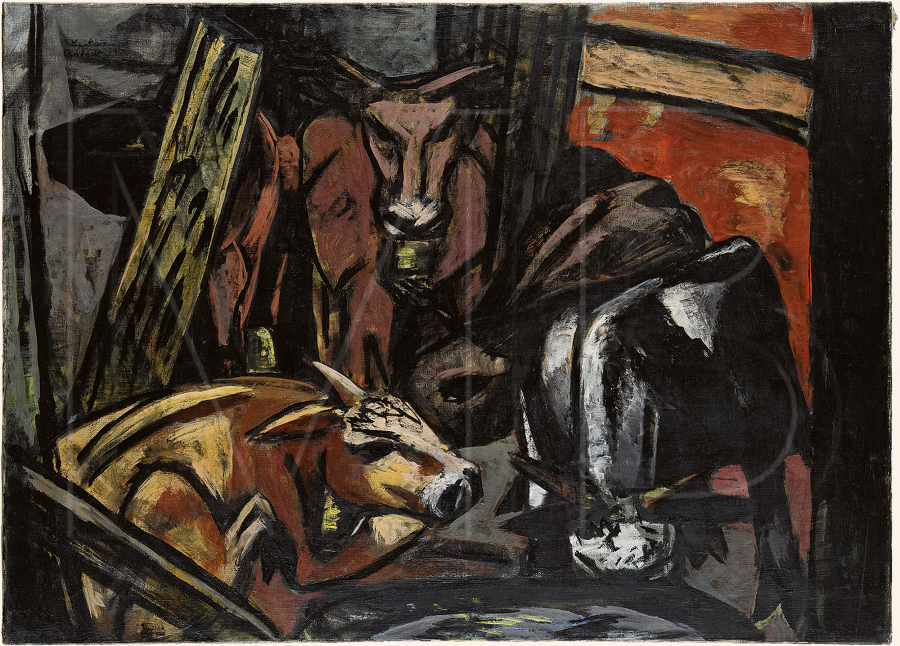
Max Beckmann: Ochsenstall, 1933

### Konstruktive Künstler
In der Sammlung stellt die konstruktive Kunst einen Schwerpunkt dar. Zwar fehlen zum Teil die großen Namen, trotzdem bietet die Sammlung einen guten Überblick. In dieser vertreten sind unter anderem László Moholy-Nagy mit dem Gemälde Architektur III, (1920), Erich Buchholz, Walter Dexel sowie die Nachkriegskünstler Klaus Staudt, Günter Fruhtrunk und François Morellet. Große Werkkomplexe existieren von dem Künstlerehepaar Robert Michel und Ella Bergmann-Michel, Anton Stankowski sowie vor allem von Friedrich Vordemberge-Gildewart mit dem Gemäldekomplex K 116, (1940). Sein Archiv wird vom Museum betreut.

### Kunst nach 1945
Die Kunstsammlung gehört auf dem Gebiet der Kunst nach 1945 zu den wichtigsten in Deutschland. Es fängt an mit der informellen Kunst. Hier werden die deutschen Künstler Karl Otto Götz (Gemälde Krakmo), (1958), Otto Greis, Heinz Kreutz, Fred Thieler, Emil Schumacher, Hann Trier, Gerhard Hoehme und Bernard Schultze (Gemälde Venen und Tang), (1955), gezeigt. Von Bernard Schultze besitzt das Museum mehrere seiner Migofs. Die anderen Positionen der Kunst der 1940er und 1950er Jahre werden durch Ernst Wilhelm Nay mit dem Gemälde Afrikanisch, (1954), Willi Baumeister, Max Ackermann, Rolf Cavael, Fritz Winter und vor allem durch den Wiesbadener Otto Ritschl mit seinem Gemälde Komposition, (1955) vergegenwärtigt.
Auf diese Künstler folgen die abstrakt malenden Künstler wie Rupprecht Geiger, Ulrich Erben, Bruno Erdmann und Gotthard Graubner. Die Gruppe ZERO und die kinetische Kunst sind vertreten durch Künstler wie Günther Uecker mit seinem Werk Spirale Weiß, (1963), Rolf Kissel, Hermann Goepfert, Heinz Mack und Adolf Luther. Auch Sigmar Polke und vor allem Gerhard Richter gehören zu der Sammlung. Von Richter besitzt das Museum fünf Gemälde, darunter das berühmte Ein Wunder rettete von 1964. Der Surrealismus wird durch zwei Werke von Max Ernst repräsentiert.
Im Museum fand 1962 das legendäre erste Fluxus-Festival statt. Das Museum besitzt aus dieser Zeit Werke von Joseph Beuys, Wolf Vostell und Nam June Paik. Sein Werk Zen for Head (1962) ist Teil der Sammlung. Auch die amerikanische Nachkriegskunst ist durch einige Arbeiten ihrer Hauptvertreter vergegenwärtigt, so zum Beispiel durch Mark Rothko, Ad Reinhardt und Agnes Martin. Ebenfalls in der Sammlung vertreten sind Künstler wie Sol LeWitt, Donald Judd, Robert Mangold, Fred Sandback, Dan Flavin und Brice Marden. Das Museum besitzt zudem die größte Sammlung von Werken (Grafiken, Gemälden und Objekten) der Deutschamerikanerin Eva Hesse. Von ihr ist unter anderem das Wandobjekt Eighter from Decatur (1965) zu sehen. Die Malerei der 1970er und 1980er Jahre wird vertreten durch Künstler wie Georg Baselitz mit seinem Werk Stillleben (1969), Eugen Schönebeck, Jörg Immendorff und Thomas Bayrle.
Einen herausragenden Schwerpunkt der Sammlung bildet die Installations- und Objektkunst der letzten dreißig Jahre. Hier sind als wichtigste in der Sammlung präsente Künstler zu nennen: Dietrich Helms, Jeppe Hein, Rebecca Horn, Thomas Huber, Vollrad Kutscher, Ingeborg Lüscher, Christiane Möbus, Norbert Radermacher, Franz Erhard Walther und Dorothee von Windheim mit ihrer Arbeit Fassade III (1979).
Dazu kommen noch die Arbeiten der internationalen Künstler wie Ilya Kabakov mit seinem Werk Der Rote Waggon (1991), Micha Ullman, Richard Serra, Jochen Gerz mit seiner Arbeit Der Transsibirische-Prospekt (1977) und Christian Boltanski. Die Skulptur der Moderne ist unter anderem vertreten durch Katsura Funakoshi mit dem Kunstwerk A Tale of the Sphinx (2004).

### Kunstpreise
Zwar vergibt das Museum Wiesbaden selber keine Kunstpreise, jedoch sind zwei Preise eng mit dem Haus verbunden.

#### Alexej-von-Jawlensky-Preis

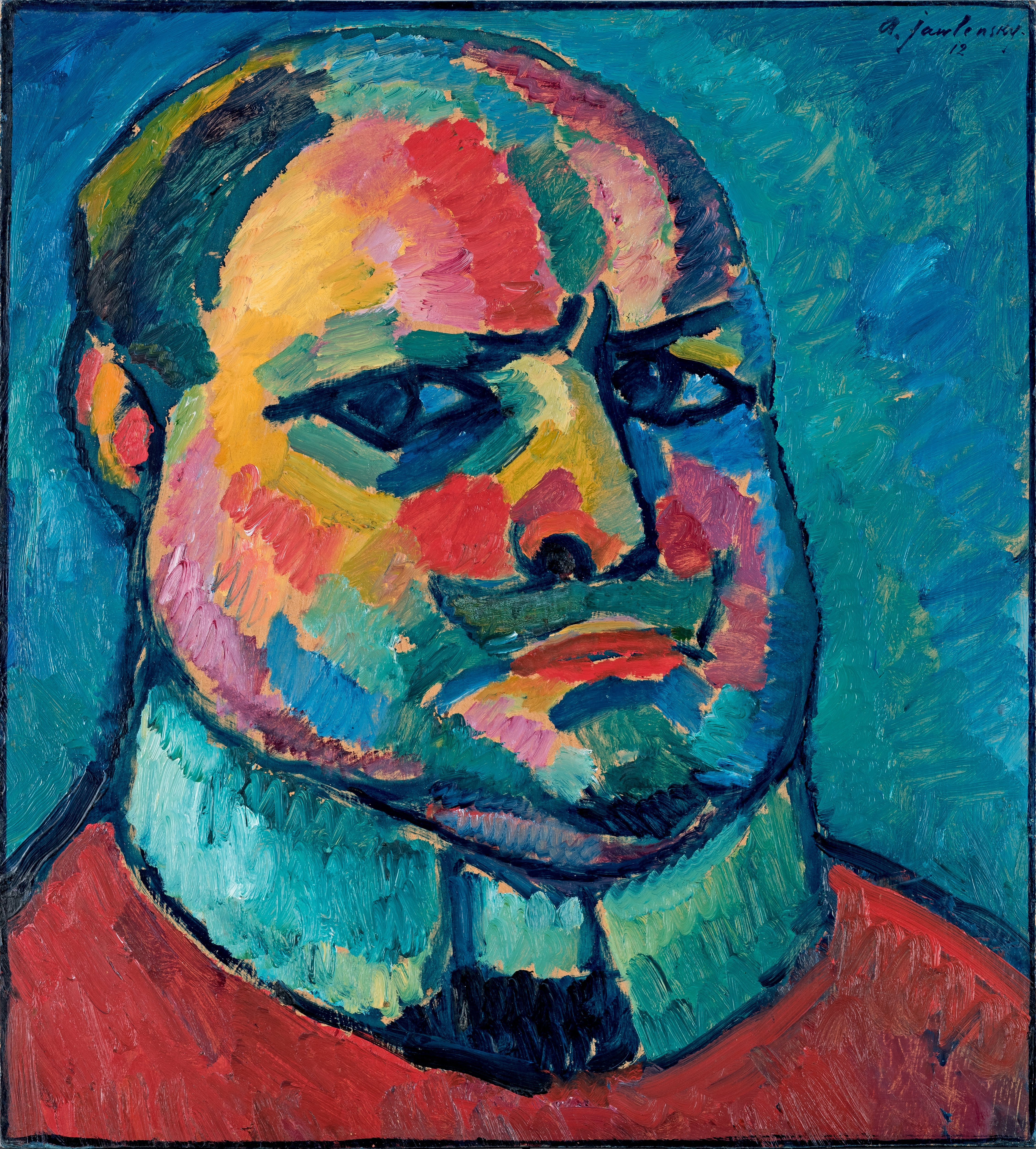
Alexej von Jawlensky: Selbstbildnis, 1912

Zu seinem 50. Todestag 1991 richtete die Stadt Wiesbaden den mit 18.000 Euro dotierten Alexej-von-Jawlensky-Preis ein. Alexej von Jawlensky (1865–1941) war ein bedeutender russischer Künstler in der ersten Hälfte des 20. Jahrhunderts, der die letzten zwanzig Jahre seines Lebens in Wiesbaden verbrachte. Er wird im Turnus von etwa fünf Jahren verliehen und wurde bisher sechs Mal vergeben. Mit dem Preis verbunden ist der Ankauf einer Arbeit für das Museum Wiesbaden sowie eine Sonderausstellung zum Werk des Preisträgers im Museum Wiesbaden. Die bisherigen Preisträger waren:
- 1991: Agnes Martin
- 1996: Robert Mangold
- 2001: Brice Marden
- 2006: Rebecca Horn
- 2010: Ellsworth Kelly,[19] Ausstellung 2012
- 2014: Richard Serra,[20] Ausstellung 2017
- 2020: Frank Stella,[21] Ausstellung 2022
- 2027: Suzan Frecon,[22]

#### Otto-Ritschl-Preis
Der Otto-Ritschl-Preis wurde vom Museumsverein Otto Ritschl e. V. 2001 ins Leben gerufen. Otto Ritschl (1885–1976) war ein bedeutender deutscher Nachkriegskünstler, der bis zu seinem Tod in Wiesbaden lebte. Eine international besetzte Jury verleiht in unregelmäßigem Abstand den Preis, der mit einem Geldpreis und einer Ausstellung im Museum Wiesbaden verbunden ist. Die bisherigen Preisträger waren:
- 2001: Gotthard Graubner
- 2003: Ulrich Erben
- 2009: Kazuo Katase
- 2015: Katharina Grosse
- 2020: Slawomir Elsner[24]

## Naturhistorische Sammlungen
Das ursprünglich selbständige Naturhistorische Museum in Wiesbaden wurde zusammen mit dem Nassauischen Verein für Naturkunde 1829 durch Bürger der Region und mit Unterstützung des Herzogs gegründet. Das beginnende neunzehnte Jahrhundert war geprägt durch die Industrialisierung und die gewaltigen Entdeckungen in den Naturwissenschaften. So entstand auch hier der Wunsch nach einer festen Institution. Einerseits bot sich so die Möglichkeit einen bedeutsamen Bildungsort für die Bevölkerung zu etablieren, andererseits eigene Forschung zu begünstigen. Diese Ziele verfolgen die heutigen Naturhistorischen Sammlungen noch heute. Das internationale Kürzel lautet MWNH, lediglich für das Herbar wird WIES genutzt.

### Wissenschaftliche Sammlungen

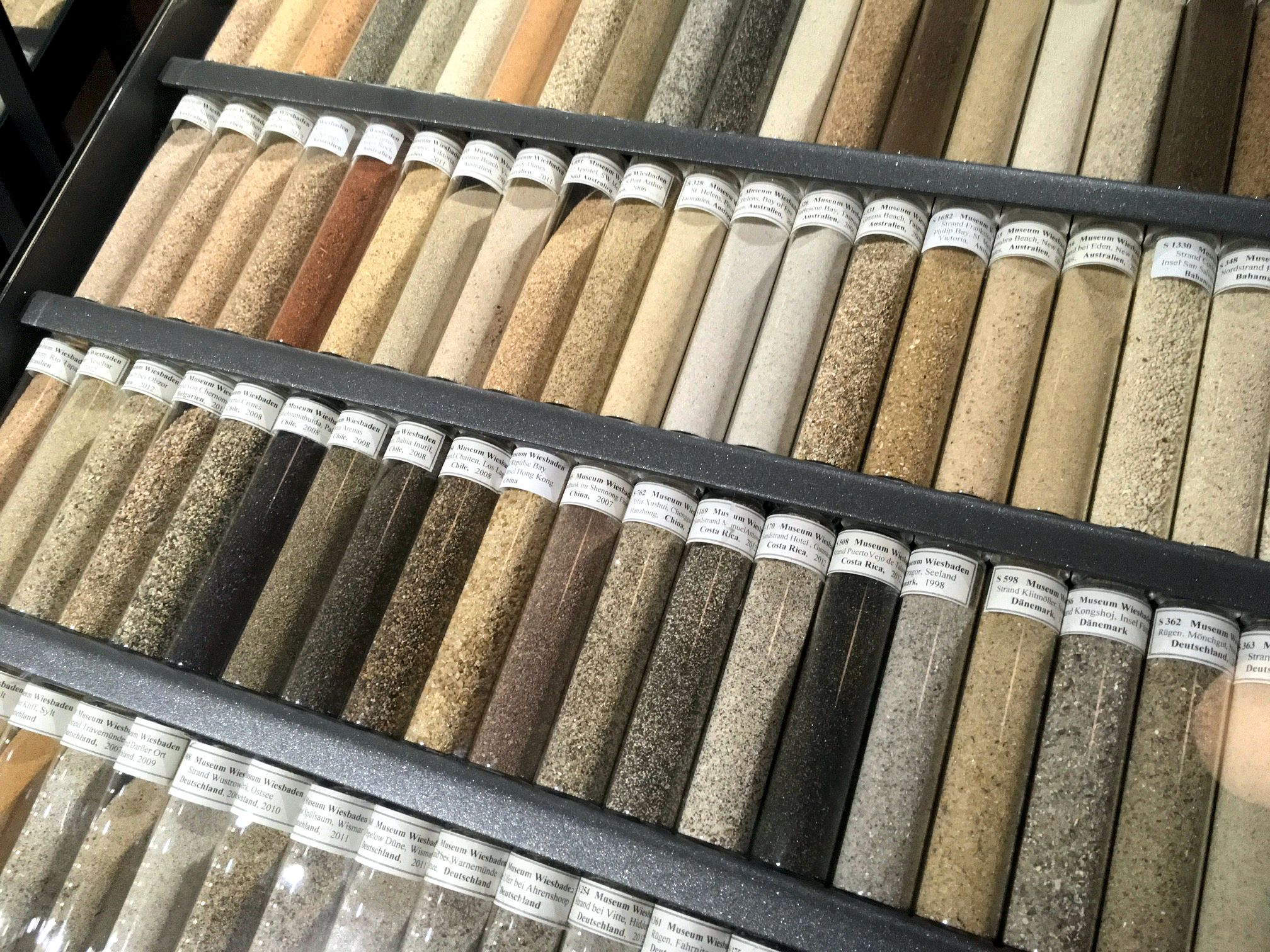
Sand-Sammlung

Ursprünglich sollte die Sammlung die Natur des Herzogtums Nassau erfassen. Da es dem Herzogtum aber an einer Universität mangelte und schon mit der Gründung des Museums international aufgestellte Sammlungen integriert werden mussten, wurde dieser Ansatz fallengelassen. Heute gehören die Naturhistorischen Sammlungen zu den größeren in Deutschland mit Material aus allen Regionen der Welt. Etwa eine Million Einzelobjekte und Serien stehen der Wissenschaft und der Öffentlichkeitsarbeit zur Verfügung. Einige tausend erstbeschriebene Exemplare dienen insbesondere der Erforschung der Artenvielfalt. Mit wenigen Ausnahmen hat die Sammlung auch den Zweiten Weltkrieg überstanden.
Ein Großteil der Sammlung ist in Katalogen, auf Karteikarten und mit Hilfe der elektronischen Datenverarbeitung dokumentiert. Größere Lücken bestehen insbesondere in den Bereichen der Geologie und bei den wirbellosen Tieren. Auch stehen zu zahlreichen Sammlungsstücken digitale Fotografien zur Verfügung.

#### Allgemeine Geologie und Mineralogie
Noch ganz im Kleid des 19. Jahrhunderts zeigt sich die mineralogische Sammlung, da in der Ausstellung sowohl wissenschaftliche als auch Schausammlung in Vitrinen vereint sind (s. Ausstellung). Neben einer allgemeinen Mineraliensammlung mit weltweiter Herkunft liegt der Schwerpunkt auf Funden aus der Region, die insbesondere den bis vor wenigen Jahrzehnten noch bedeutenden Bergbau dokumentieren. Die wissenschaftliche Sammlung umfasst etwa 14.000 Stücke, die aktuell in einem EDV-Katalog erfasst werden.

#### Erdgeschichte

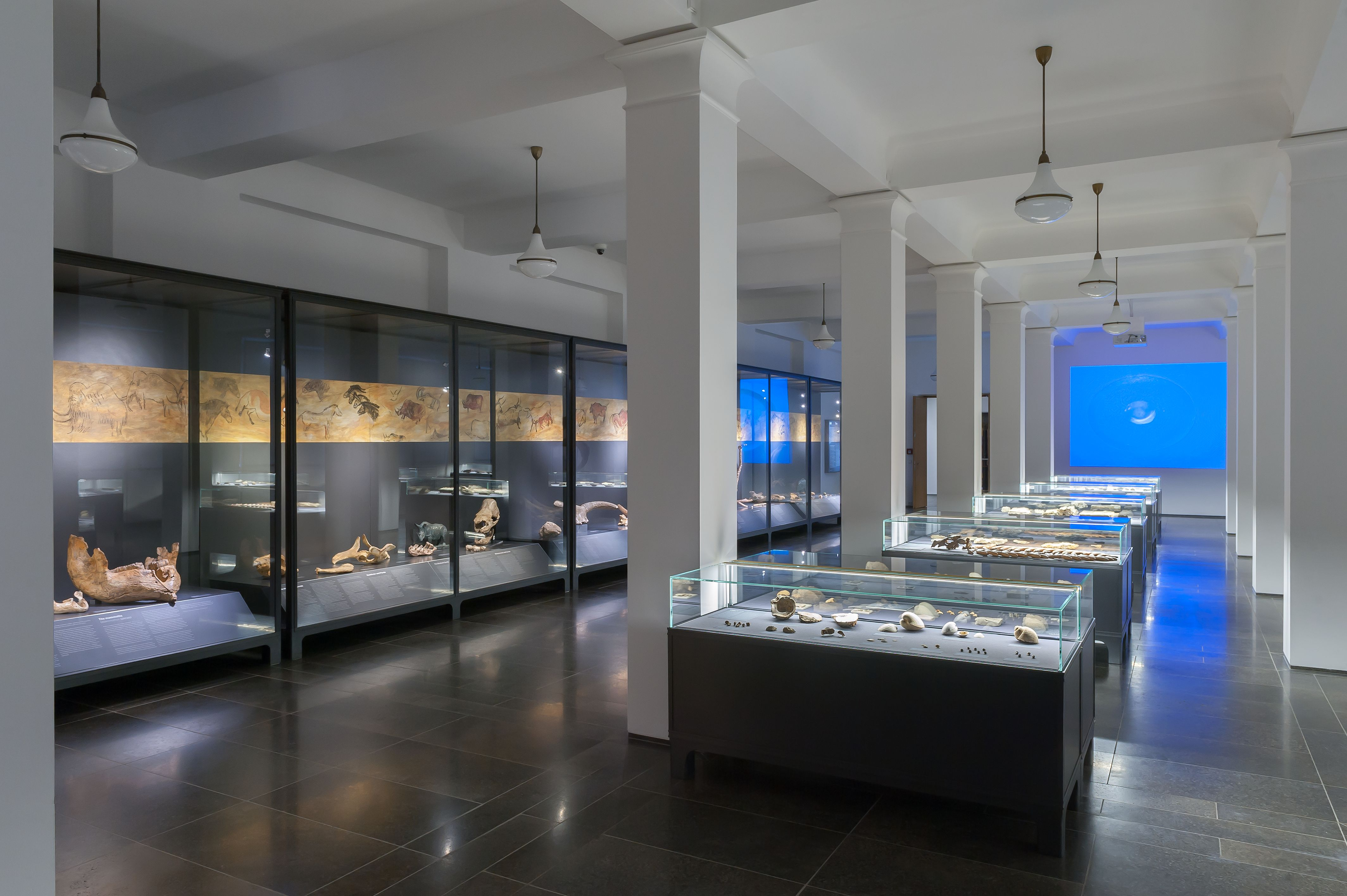
Ausstellung, 2018

In der unmittelbaren Region Wiesbadens sind drei Erdzeitalter besonders vertreten. Etwa 50.000 Fossilien sind dokumentiert. Aus der jüngsten Erdgeschichte finden sich Zeugnisse aus dem Pleistozän, die insbesondere aus den Mosbacher Sanden stammen. Regelmäßig hatten sich Rhein und Main vor dem Mittelrheintal gestaut und mitgeführte Knochen blieben im Sediment liegen. Insbesondere aus den Warmzeiten sind zahlreiche Fossilien erhalten. Einen zweiten Schwerpunkt bildet der Fundkomplex Steedener Höhlen, wobei hier auch die mithin ältesten Artefakte Hessens gefunden wurden. Eine der bedeutendsten Sammlungen steht im Zusammenhang mit den beiden folgenden Erdzeitaltern. Es handelt sich um den größten Teil des Vermächtnisses der Brüder Guido und Fridolin Sandberger.
Das Mainzer Becken zeugt von der imposanten Lebenswelt im Tertiär. In dieser wärmeren Phase nach dem Aussterben der Dinosaurier war das Mainzer Becken regelmäßig mit den umliegenden Meeren verbunden, zwischendurch gingen diese Verbindungen verloren, das Binnenmeer süßte aus, es entstand ein See und schließlich verschwand das Wasser völlig. In diesem Wechsel lebten hier zahlreiche Tierarten, so finden sich Zeugnisse u. a. von Seekühen, Riesenhaie, riffbildende Muschelbänke, aber auch Landlebewesen, wie das Schreckenstier von Eppelsheim.
Besonders aus dem Taunus stammen Funde aus dem Devon, eine ebenso warme Zeit mit hohem Meeresspiegel. Daher finden sich in der Sammlung Zeugnisse einer gewaltigen Meeresfauna: Trilobiten, Conodonten und Graptolithen.
Daneben sind erwähnenswert: eine paläozoische und mesozoische Fischsammlung, eine umfangreiche mesozoische Wirbeltiersammlung, ein großes und vollständiges Ichthyosaurier-Exemplar von Holzmaden, eine gut sortierte paläontologische Vergleichssammlung aus den Hydrobienschichten des Mainzer Beckens, eine umfangreiche Cephalopoden-Sammlung, eine gut sortierte Brachiopoden-Sammlung und eine umfangreiche Sammlung der Fossilien aus den Taunusquarziten (inkl. Spurenfossilien).

#### Botanik
Besonders die ersten Jahrzehnte des Museums wurden begleitet von einer sehr aktiven botanischen Sektion. Herbare waren die Arbeitsgrundlage der Pharmakologen und die medizinische Bedeutung der Botanik war noch allgemein bekannt. Mit etwa 100.000 Pflanzenpräparaten findet sich in auch heute noch ein Dokument mit überregionaler Bedeutung für die Botanik und Pharmazie. Regional liegen die mithin ältesten Funde aus dem nördlichen Oberrheintal, dem Taunus und Odenwald vor. Die Herbarien wurden vom ersten Direktor des Vereins, Friedrich Albert Pompejus von Arnoldi (1787–1838) begründet. Heute beträgt die Anzahl der Belege etwa 65.000, von denen knapp 44.000 auf die Phanerogamen (Blütenpflanzen) und gut 21.000 auf die Kryptogamen (Sporenpflanzen) entfallen. Weiterhin an der Sammlung beteiligt sind: Anton Vigener (1840–1921), Carl Friedrich Ferdinand Genth (1810–1837), Johann Daniel Wilhelm Bayrhoffer (1793–1868), Gottlieb Wilhelm Karl Leopold Fuckel (1821–1876) und Franz Rudio (1813–1877).
Daneben finden sich in der grafischen Sammlung der Bibliothek die einzig erhaltenen Pflanzen- und Pilzaquarelle der Catharina Helena Dörrien und die Aquarelle von Emil Pfeiffer. Außerdem finden sich im Museum Wiesbaden die Blattminensammlungen von Friedrich Ludwig Stellwaag und Erich Martin Hering.

#### Wirbellose

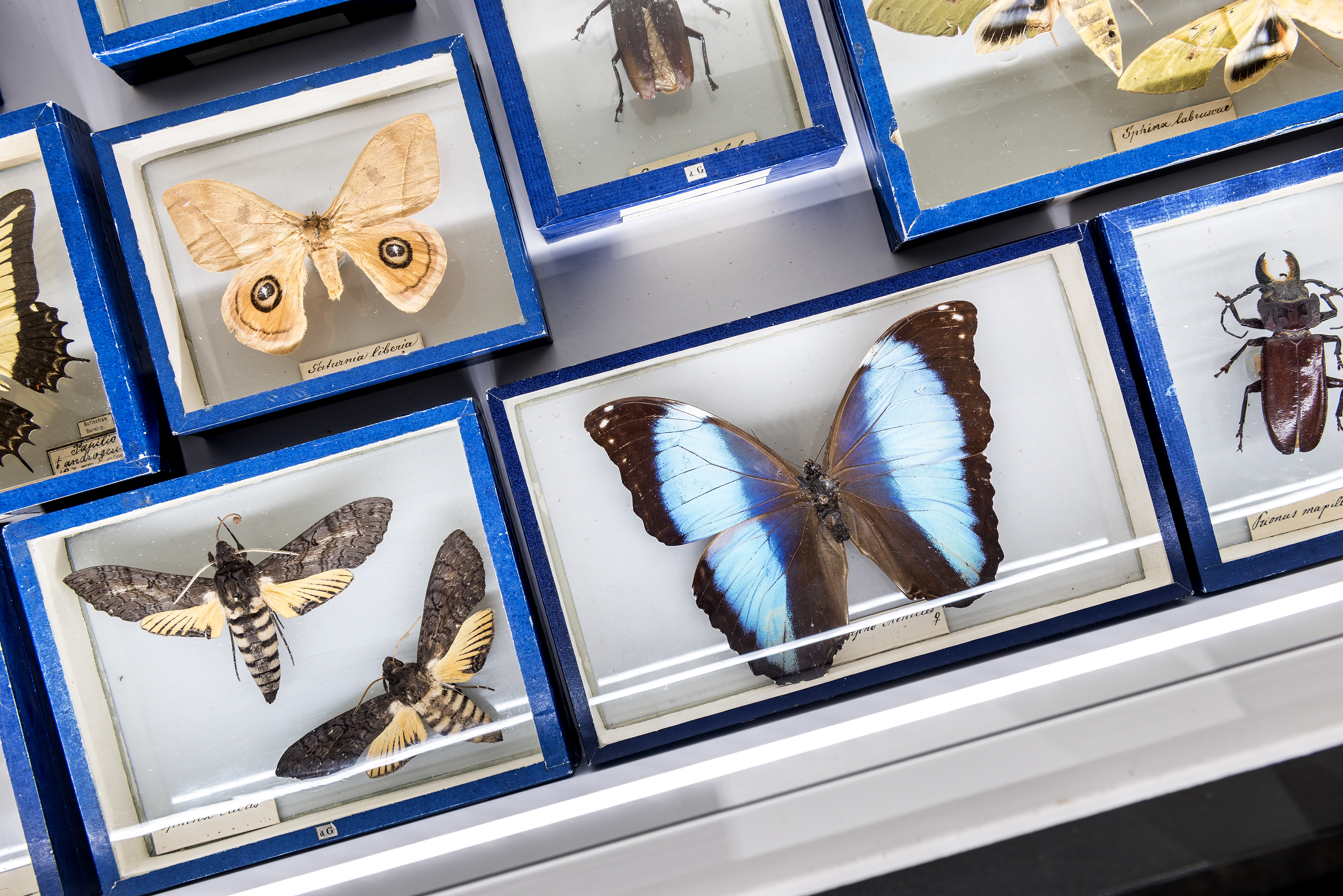
Insekten aus der Coll. Merian

Den Grundstock bildet die 1829 übernommene Insektensammlung von Johann Christian Gerning (1745–1802). Diese gelangte durch den Sohn Johann Isaak von Gerning (1767–1837), einen Freund Goethes, gegen Zahlung einer Leibrente nach Wiesbaden. Die noch heute vollständig erhaltene Insektensammlung beinhaltet etwa 40.000 Tiere. Einige stammen aus den Händen von Maria Sibylla Merian (1647–1717). Später diente diese Gerning-Sammlung dem Entomologen Eugen Johann Christoph Esper (1742–1810) als eine bedeutende Grundlage für die Beschreibung europäischer Schmetterlinge. Weitere Sammler und bedeutende Entomologen sind Carl Ludwig Kirschbaum (1812–1880), Arnold Pagenstecher (1837–1913), Walter Gieseking (1895–1956) und Adolph Schenck (1803–1876). Heute stehen etwa 720.000 Tiere der Wissenschaft zur Verfügung.
Die ursprünglich sehr bedeutende Spinnen-Sammlung gehört zu den wenigen Opfern des Krieges. Mindestens Teile der von Embrik Strand (1867–1947) beschriebenen Exemplare (Typen) sind verbrannt. Neben diesen weltweiten Aufsammlungen liegt der Schwerpunkt auf regionaler Faunistik.
Unter den Wirbellosen zählt die Sammlung der Weichtiere mit über 100.000 Exemplaren und Serien zu den umfangreicheren. Hier findet sich insbesondere historisch bedeutsames Tauschmaterial zahlreicher Malakologen. In den letzten Jahren konnte das Museum zahlreiches Typen-Material aus der Privatsammlung von Jens Hemmen übernehmen.

#### Wirbeltiere

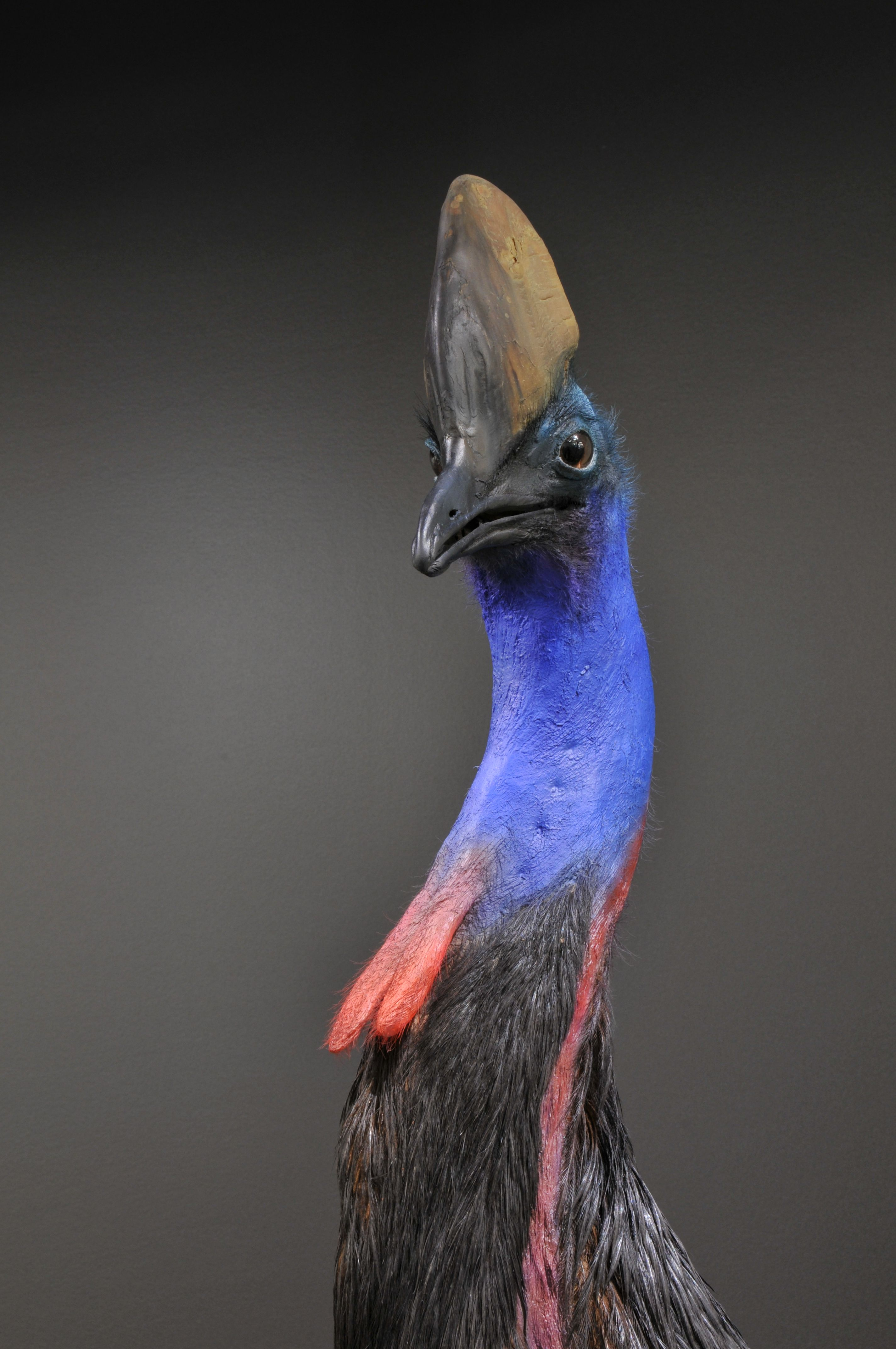
Helmkasuar

Neben einer etwas umfangreicheren Fischsammlung und wenigen Amphibien besitzt das Museum eine hervorragende Vogelsammlung. Diese enthält nicht nur Exemplare von mehr als 2.700 Arten und Unterarten. Mehr als 3.300 Präparate sind für die Schausammlung aufgearbeitet und dienen nicht nur den Ausstellungen in Wiesbaden. Auch stammen zahlreiche erstbeschriebenen Exemplare aus den Händen von Maximilian zu Wied-Neuwied, der auf seiner Brasilienreise in der Mata Atlântica sammelte. Der Großteil seiner Sammlung bildete später den Grundstock des American Museum of Natural History in New York. Auch Ernst Albert Fritze erweiterte mit seinen Sendungen aus Südostasien die Wirbeltiersammlung deutlich.
Mit lediglich 850 Schaupräparaten ist die Säugetiersammlung deutlich überschaubarer. Zahlreiche seltene oder auch schon ausgestorbene Arten befinden sich darunter, wie beispielsweise ein Pärchen Kaplöwen, Quagga, Java-Tiger und Asiatischer Löwe. Wesentlich umfangreicher sind die Taxidermie- und Trophäensammlung.

#### Völkerkunde
Traditionell sind Völkerkunde und Naturkunde vereint (vgl. Field Museum of Natural History). In Wiesbaden handelt es sich um eine zwar kleine, aber qualitativ hochwertige Sammlung aus Namibia, Brasilien und Kamerun. Zu den Besonderheiten zählen beispielsweise eine aus Insekten-Kokons gefertigte Tanzkette der San oder der Federschmuck aus Brasilien.

#### Bibliothek
Einhergehend mit den Naturobjekten findet sich eine umfangreiche Fach- und Präsenzbibliothek für die Naturwissenschaft im Museum und ist auch so sortiert. Mit mehr als 35.000 Medien bietet sie zu zahlreichen Fachgebieten und Sammlungsgruppen Informationen. Der Zeitschriftentausch erfolgt allerdings seit 1930 über die assoziierte Hessische Landesbibliothek Wiesbaden. Auch findet sich hier ein größerer Teil der Dokumentation zum Nassauischen Verein für Naturkunde.

### Ausstellungen

#### Dauerausstellungen

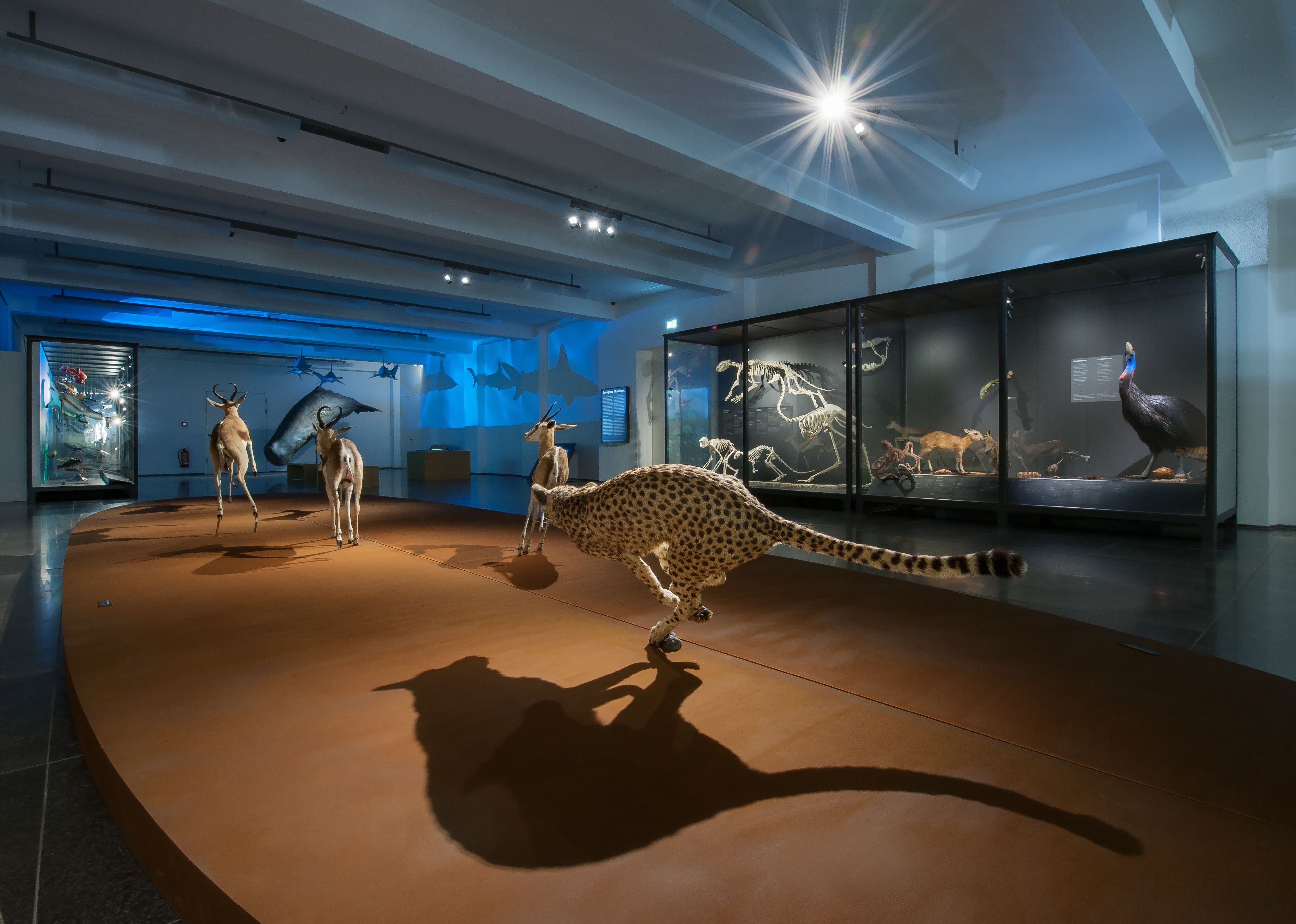
Ausstellung zur Bewegung

Einhergehend mit dem 1915 stattgefundenen Wechsel in den Neubau an der heutigen Friedrich-Ebert-Allee konnten deutlicher die reinen Schausammlungen von den wissenschaftlichen Sammlungen getrennt werden. Allerdings blieben beide Teile räumlich noch beieinander, wie dies noch heute in der Allgemeinen Geologie/Mineralogie zu beobachten ist. Erst nach dem Zweiten Weltkrieg wurde auch räumlich getrennt, und Schausammlungen enthielten nur noch den Ausstellungen dienende Präparate.
In den 1920er bis 1930er Jahren entstanden in Wiesbaden auch erstmals Dioramen zu ökologischen Themen. Durch den Krieg gelähmt, kam es erst wieder in den 1970er Jahren zu umfangreicheren Umbauten der Ausstellungen, wie beispielsweise ein Vivarium und ein Saal zum Thema Große Lebensräume.
Den Naturhistorischen Sammlungen stehen seit der Wiedereröffnung am 7. Mai 2013 1.700 Quadratmeter Dauerausstellungsfläche zur Verfügung. Jeder der vier Hauptsäle des 1. und 2. Obergeschosses behandelt ein Thema, das ein übergreifendes Phänomen beschreibt: Formen und Farben der Natur, Zeit und Bewegung der belebten und unbelebten Welt. Noch nicht wiedereröffnet ist die Historische Geologie/Mineralogie auf 300 Quadratmetern im Unterparterre.

#### Sonderausstellungen

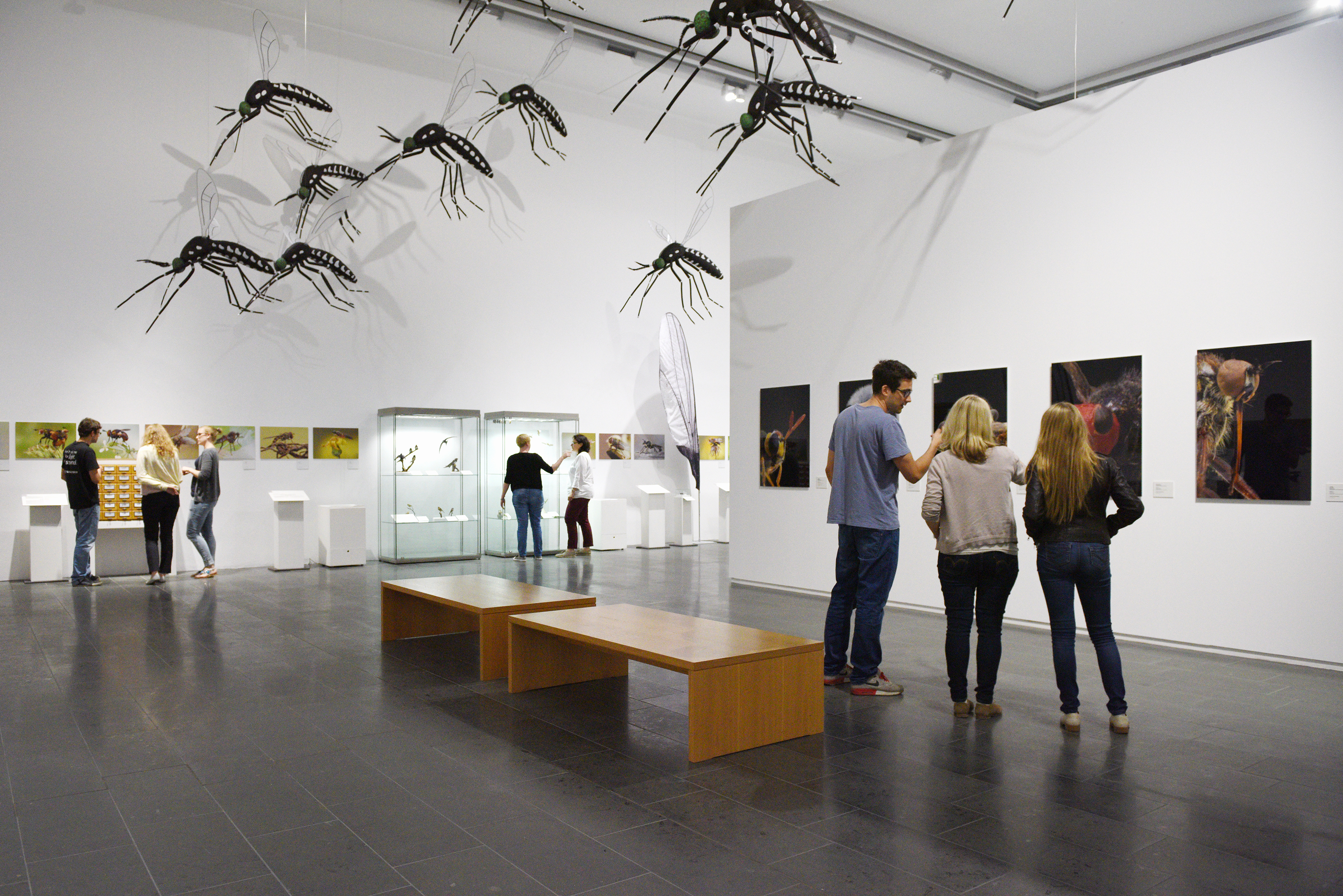
Sonderausstellung zu den Zweiflüglern, 2015

Den naturhistorischen Sammlungen stehen aktuell 800 Quadratmeter für Sonderausstellungen zur Verfügung. In der Vergangenheit präsentierte die Abteilung Ausstellungen zu den Themen Geologie (Steine im Fluss), Ökologie (Der Regenwald, Unter heißer Sonne), Erdgeschichte (Die Eiszeit), Naturgeschichte (Im Reich der Bisonjäger), Ernährung (Ökologischer Landbau), Wissenschaftsgeschichte (ZeitReise, Mit Bildern Wissen schaffen), Völkerkunde (Menschen Amazoniens) und Mathematik...zum Anfassen.

### Werkstätten

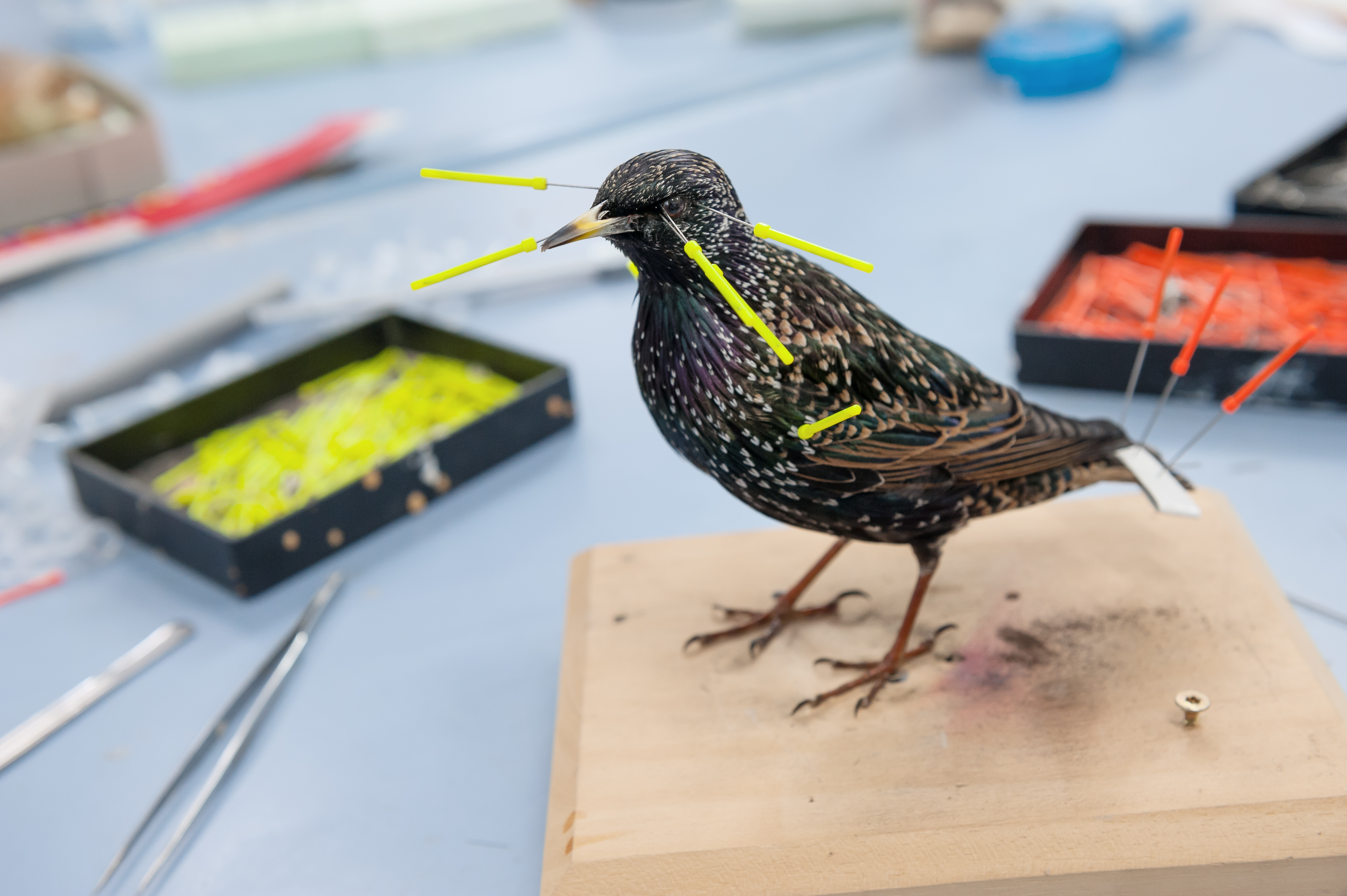
Frisch präparierter Star beim Trocknen

In dem 1915 eingeweihten Neubau standen mehr als 500 Quadratmeter für Werkstätten bereit. In dieser Zeit entstanden durch die zwei bis drei Präparatoren auch große Dermoplastiken, beispielsweise von Giraffen und Antilopen. Zahlreiche Arbeitsschritte mussten noch manuell vorgenommen werden bzw. es fehlte an modernen Techniken und Materialien. Ein Museum besaß beispielsweise auch eine komplette Druckerei, was im Zeitalter des Computers entfällt.
Neben den Gemeinschaftswerkstätten (Schreinerei und Elektrowerkstatt) gibt es für den Präparator auch heute noch entsprechende Arbeitsräume. Präparatoren benötigen heute beispielsweise Ablufträume, da sie regelmäßig auch mit giftigen Kunststoffen umgehen.
Zu den bedeutendsten Präparatoren zählte in Wiesbaden Joseph Burger (1875–1956), ein Schüler des Darmstädter Friedrich Kerz (1842–1915). Ihm sind zahlreiche hervorragend präparierte Tiere zu verdanken und neben der Kunst der Dermoplastik gehört er zu den ersten, die sich mit dem Restaurieren von Altpräparaten bzw. deren Neuaufstellung erfolgreich beschäftigte.

### Forschung und Kooperationen
Die Naturhistorischen Sammlungen in Wiesbaden sind in großen Teilen wissenschaftlich bearbeitet und so dokumentiert, dass Wissenschaftler schnellen Zugriff auf das Material haben. Den Fachgästen stehen entsprechende Arbeitsräume und -geräte zur Verfügung. Außerdem werden einige hundert Ausleihen jährlich vorgenommen. Das Museum steht in unmittelbarem Austausch mit dem Nassauischen Verein für Naturkunde und weiteren Vereinen und Arbeitskreisen der Region.
Die in der naturhistorischen Sammlung organisierte Forschung steht in unmittelbarem Zusammenhang mit den Fachgebieten der dort arbeitenden Kustoden und hat sich demnach im Laufe der Zeit verändert. Insbesondere die Entomologie konnte von zahlreichen Mitarbeitern gefördert werden. Aktuell wird an Raubfliegen geforscht, und Wiesbaden stellt den internationalen Koordinationspunkt für diese Insektenfamilie. Im Fokus der aktuellen Arbeiten steht die Taxonomie, die Erstellung von Katalogen, Bestimmungshilfen und die Untersuchung des komplexen Verhaltens dieser Tiere.

## Sammlung Nassauischer Altertümer SNA

### Beschreibung
Die Sammlung ist seit 2011 dem Stadtmuseum Wiesbaden zugeordnet. Sie ist eine der größten Altertums-, Historien- und Kunsthandwerksammlungen in Hessen. Begründet wurde sie durch den Verein für Nassauische Altertumskunde und Geschichtsforschung. Sie umfasst Zeugnisse frühester menschlicher Zivilisationen, eine hervorragende Sammlung römischer Gegenstände, Kunsthandwerk des frühen Mittelalters bis ins 20. Jahrhundert (Sammlung Demmin), sakrale Skulptur, die Sammlung Stadtgeschichte Wiesbadens sowie Zeugnisse des Hauses Nassau. Da die Sammlung zur Zeit des letztgenannten begründet wurde, trägt sie dessen Namen. Die SNA wurde, nachdem die Bürgerinitiative „Rettet die Sammlung Nassauischer Altertümer“ sich vehement für den Erhalt eingesetzt hatte, 2009 an die Stadt Wiesbaden abgetreten. Dort ist sie in die Ausstellung des im Jahr 2020 eröffneten Stadtmuseums Wiesbaden integriert.

### Römersammlung
In der Sammlung der SNA bildet die Sammlung von Funden aus römischer Zeit einen Schwerpunkt. Besonders die Steindenkmäler sind einmalig. Herausragendes Stück der gesamten SNA ist der „Mithrasstein“, ein Altarbild aus dem einstigen Mithräum der römischen Stadt NIDA auf dem Gebiet des heutigen Frankfurt am Main-Heddernheim. Der Stein war bis 2003 in einem extra von der Architektur Theodor Fischers gestalteten „Mithräum“ untergebracht, das dem Umbau weichen musste. Daneben zeugen Denkmäler wie die Jupitergigantensäule (221 n. Chr.) aus Wiesbaden-Schierstein, die Statuen eines aufwändig gestaltetes „Familiengrabes“ (Mitte 1. Jh. n. Chr.) aus Ingelheim sowie der „thronende Jupiter“ (2. Viertel 3. Jh. n. Chr.) aus Wiesbaden-Igstadt vom ehemals regen römischen Leben in der Region. Ein „Genius“ (230 n. Chr.) aus Frankfurt am Main-Heddernheim rundet die Steindenkmälersammlung, zu der noch viele weitere Steine, vor allem Grabsteine, gehören, ab.

## Auszeichnungen
Am 28. September 2007 wurde das Museum von der deutschen Sektion des Internationalen Kunstkritikerverbandes auf ihrer Jahreshauptversammlung in Berlin zum Museum des Jahres ausgezeichnet. Die Verleihung fand am 4. November 2007 im Museum statt.

## Filme
- Museum Wiesbaden (= Museums-Check. Folge 73). Reportage, 30 Min., Moderation: Markus Brock, Produktion: 3sat. Erstausstrahlung: 27. Februar 2022.[27]